# Infektionsschutzgesetz
Das deutsche Infektionsschutzgesetz (IfSG) ist ein Bundesgesetz gegen gemeingefährliche oder übertragbare Krankheiten bei Menschen. Es trat am 1. Januar 2001 in Kraft und regelt die Mitwirkung und Zusammenarbeit von Behörden des Bundes, der Länder und der Kommunen, von Ärzten, Tierärzten, Krankenhäusern, wissenschaftlichen Einrichtungen sowie sonstigen Beteiligten, um übertragbaren Krankheiten vorzubeugen, Infektionen frühzeitig zu erkennen und ihre Weiterverbreitung zu verhindern (§ 1 IfSG).

## Entstehungsgeschichte

### Neuregelung seuchenrechtlicher Vorschriften zum 1. Januar 2001
Das IfSG wurde am 12. Mai 2000 vom Deutschen Bundestag mit Zustimmung des Bundesrats am 20. Juli 2000 als Art. 1 des Gesetzes zur Neuordnung seuchenrechtlicher Vorschriften (Seuchenrechtsneuordnungsgesetz – SeuchRNeuG) beschlossen und trat am 1. Januar 2001 in Kraft. Im Wesentlichen regelt es den Infektionsschutz als spezielles Gebiet der Gefahrenabwehr. Es gehört damit zum Rechtsgebiet Polizeirecht. Dementsprechend werden dessen Grundsätze angewendet. Unter anderem muss bei Anordnungen aufgrund des IfSG zwischen der Inanspruchnahme von Störern und Nichtstörern unterschieden werden (Polizeipflichtigkeit), ist ein eingeräumtes Ermessen ordnungsgemäß zu gebrauchen (§ 40 VwVfG) und der Grundsatz der Verhältnismäßigkeit zu beachten.
Gleichzeitig traten gem. Art. 5 Abs. 1 SeuchRNeuG zum 1. Januar 2001 folgende Gesetze und Verordnungen außer Kraft:
1. Bundes-Seuchengesetz (BSeuchG)
2. Gesetz zur Bekämpfung der Geschlechtskrankheiten
3. Verordnung über die Berichtspflicht für positive HIV-Bestätigungstests (Laborberichtsverordnung)
4. Verordnung über die Ausdehnung der Meldepflicht auf die humanen spongiformen Enzephalopathien
5. Erste Verordnung zur Durchführung des Gesetzes zur Bekämpfung der Geschlechtskrankheiten
6. Zweite Verordnung zur Durchführung des Gesetzes zur Bekämpfung der Geschlechtskrankheiten
7. Verordnung über die Ausdehnung der Meldepflicht nach § 3 des Bundes-Seuchengesetzes auf das enteropathische hämolytisch-urämische Syndrom (HUS) und die Infektion durch enterohämorrhagische Escherichia coli (EHEC)

Das IfSG reagierte auf die Ergebnisse des Untersuchungsausschusses des Deutschen Bundestages „HIV-Infektionen durch Blut und Blutprodukte“ und setzte die EU-Richtlinie über die Qualität von Wasser für den menschlichen Gebrauch sowie die Entscheidung des Europäischen Parlaments und des Rates über die Schaffung eines Netzes für die epidemiologische Überwachung und die Kontrolle übertragbarer Krankheiten in der Gemeinschaft um. Es institutionalisierte das Robert Koch-Institut als epidemiologisches Zentrum anstelle des schon 1994 aufgelösten Bundesgesundheitsamts und fasste die aufgehobenen Gesetze und Verordnungen zu einem einheitlichen Regelwerk zusammen.
Nach den Erfolgen über die Nachkriegsseuchen wie Typhus, Ruhr, epidemische Hepatitis A oder Kinderlähmung und Tuberkulose war im deutschen Gesundheitswesen die Bekämpfung von Infektionskrankheiten in den Hintergrund getreten. Das Auftreten von AIDS und BSE, die Zunahme multiresistenter Erreger im Krankenhaus und die Befürchtungen vor anderen, noch nicht entdeckten oder zwar bekannten, aber in ihrem Virulenz- und Resistenzverhalten veränderten Erregern haben das öffentliche und wissenschaftliche Interesse an infektionsepidemiologischen Fragestellungen in den 1980er Jahren wieder geweckt. Zugleich hatte 1994 der Bundestags-Untersuchungsausschuss bestehende Strukturdefizite im Meldesystem und im Risikomanagement bei der frühzeitigen Erkennung übertragbarer Krankheiten aufgedeckt, die zu vermeidbaren HIV-Infektionen über Blut und Blutprodukte geführt hatten. Über die Verabschiedung des Transfusionsgesetzes im Jahr 1998 hinaus sah der Gesetzgeber deshalb Handlungsbedarf zur Verhinderung übertragbarer Krankheiten durch die Wiederbelebung der klassischen Aufgabenfelder des öffentlichen Gesundheitsdienstes. Vorbild waren die US-amerikanischen Centers for Disease Control and Prevention.

### Änderungen des IfSG anlässlich der Covid-19-Pandemie (Auswahl)
Mit dem IfSG gelten im gesamten Bundesgebiet zur Herstellung gleichwertiger Lebensverhältnisse einheitliche Regelungen zum Schutz der Bevölkerung vor übertragbaren Krankheiten.
Die Bundesgesetze werden jedoch grundsätzlich von den Ländern vollzogen (Art. 83 GG). Die Landesregierungen bestimmen durch Rechtsverordnung die für den Vollzug des IfSG in den einzelnen Bundesländern jeweils zuständigen (Landes-)Behörden (§ 54 IfSG), die die Aufgaben des IfSG für ihren örtlichen Zuständigkeitsbereich jeweils selbständig wahrnehmen.
Mit Beginn der COVID-19-Pandemie im Januar 2020 wurde in den deutschen Medien kritisiert, dass diese dezentrale Zuständigkeit in einem föderalen System wie Deutschland zwar bewusst gewollt und bei lokal auftretendem Handlungsbedarf ausreichend sei, dass aber Zuständigkeiten bei einer bundesweit bestehenden Gefahrenlage bestehen müssten, die einen bundesweit einheitlichen Vollzug ermöglichen.
Seit März 2020 wurde das IfSG vielfach geändert. Insbesondere wurden zugunsten der Länder eine Reihe von neuen Eingriffsermächtigungen geschaffen, um die Verbreitung des SARS-CoV-2-Virus zu verhüten und zu bekämpfen.
Bund und Länder stimmten bis zum Inkrafttreten des Gesetzes zum Schutz der Bevölkerung bei einer epidemischen Lage von nationaler Tragweite vom 27. März 2020 gemeinsame Leitlinien gegen die Ausbreitung des Coronavirus ab (§ 5 IfSG a.F.). Mit Wirkung zum 28. März 2020 wurde dieses Verfahren durch die Feststellung einer „epidemischen Lage von nationaler Tragweite“ durch den Deutschen Bundestag ersetzt (§ 5 IfSG n.F.) und das Bundesministerium für Gesundheit befristet bis zum 1. April 2021 ermächtigt, unbeschadet der Befugnisse der Länder diverse Anordnung oder Rechtsverordnungen ohne Zustimmung des Bundesrates zu erlassen (§ 5 Abs. 2 Nr. 1–8 IfSG n.F.).
Am 23. Mai 2020 traten die Änderungen durch das Zweite Gesetz zum Schutz der Bevölkerung bei einer epidemischen Lage von nationaler Tragweite in Kraft.
Am 6. November 2020 wurde der Entwurf der Bundestags-Fraktionen der CDU/CSU und SPD für ein Drittes Gesetz zum Schutz der Bevölkerung bei einer epidemischen Lage von nationaler Tragweite an den Gesundheitsausschuss überwiesen. Am 12. November 2020 fand die öffentliche Anhörung im Gesundheitsausschuss statt (siehe auch dort zu den Sachverständigengutachten). Am 18. November 2020 wurde es von Bundestag und Bundesrat verabschiedet und im Bundesgesetzblatt verkündet.
Mit dem Vierten Gesetz zum Schutz der Bevölkerung bei einer epidemischen Lage von nationaler Tragweite vom 22. April 2021 wurde das Infektionsschutzgesetz um eine Reihe von Maßnahmen ergänzt, die in allen Landkreisen ab einer 7-Tages-Inzidenz von 100 unmittelbar gelten sowie um eine Verordnungsermächtigungen der Bundesregierung, zusätzliche Ge- und Verbote zu erlassen sowie Erleichterungen und Ausnahmen für Personen, bei denen von einer Immunisierung gegen das Corona-Virus SARS-CoV-2 auszugehen ist.
Mit dem Gesetz zur Verbesserung des Schutzes von Gerichtsvollziehern vor Gewalt sowie zur Änderung weiterer zwangsvollstreckungsrechtlicher Vorschriften und zur Änderung des Infektionsschutzgesetzes vom 7. Mai 2021 wurden Öffnungsklauseln geschaffen (bzw. Grundlagen für Öffnungsklauseln durch Verordnung) für das Tätigwerden der Länder bei Erleichterungen für Personen, bei denen von einer Immunisierung gegen das Corona-Virus SARS-CoV-2 auszugehen ist oder die ein negatives Testergebnis vorlegen können.
Am 31. Mai 2021 wurde das Zweite Gesetz zur Änderung des Infektionsschutzgesetzes und anderer Gesetze verkündet. Unter anderem soll durch dieses Änderungsgesetz klargestellt werden, „dass der Anspruch auf Versorgung bei Impfschäden auch bei gesundheitlichen Schädigungen durch Schutzimpfungen gegen das Coronavirus SARS-CoV-2 gilt.“ Die Kassenärztliche Bundesvereinigung erwartete von der Änderung des § 60 IfSG, dass Ärzten beispielsweise bei der Impfung mit dem Impfstoff von AstraZeneca (siehe AZD1222) keine Haftung mehr drohe. Nachtragungen im Impfausweis dürfen zukünftig nicht nur Ärzte, sondern auch Apotheker vornehmen (§ 22 IfSG n. F.). Weiterhin sieht das Infektionsschutzgesetz nun bis zu zwei Jahren Freiheitsstrafe für das Ausstellen unrichtiger Impf- und Testbescheinigungen sowie bis zu einem Jahr Freiheitsstrafe für den Gebrauch solcher vor (§ 74 Abs. 2 IfSG und § 75a IfSG neuer Fassung).
Am 24. Juni 2021 stimmte der Bundestag mehrheitlich für das Gesetz zur Vereinheitlichung des Stiftungsrechts und zur Änderung des Infektionsschutzgesetzes, dem der Bundesrat am 25. Juni 2021 zugestimmt hat. In Art. 9 des Gesetzes wurde § 36 Abs. 12 IfSG mit Wirkung zum 23. Juli 2021 dahingehend geändert, dass eine aufgrund § 36 Abs. 8 Satz 1 oder § 36 Abs. 10 Satz 1 IfSG von der Bundesregierung erlassene Rechtsverordnung zu besonderen Einreisebestimmungen aus einem Risikogebiet nicht mehr mit der Aufhebung der Feststellung der epidemischen Lage von nationaler Tragweite durch den Deutschen Bundestag außer Kraft tritt, sondern erst spätestens ein Jahr danach und bis dahin auch nach Aufhebung der epidemischen Lage von nationaler Tragweite noch geändert werden kann. Besonders an diesem Vorgang ist die Einschränkung von Grundrechten der einreisenden Personen gem. Art. 10 des Gesetzes im Rahmen eines systematisch völlig anderen Gesetzes zum Stiftungsrecht (sog. Omnibusgesetz), welches in spätnächtlicher Sitzung am vorletzten Tag vor Beginn der parlamentarischen Sommerpause zur Abstimmung gebracht wurde.
Mit Art. 12 des Aufbauhilfegesetzes vom 10. September 2021 wurden die zuständigen Behörden ermächtigt, die Verpflichtung zur Vorlage eines Impf-, Genesenen- oder Testnachweises als notwendige Schutzmaßnahme anzuordnen. Es werden weitere Indikatoren ermöglicht, die die verfügbaren intensivmedizinischen Behandlungskapazitäten, den Impfstatus oder die Altersgruppe berücksichtigen.
Mit Wirkung zum 16. März 2022 wurde eine „einrichtungs- und unternehmensbezogene Pflicht zum Nachweis einer Impfung, Genesung oder Kontraindikation“ (in der Öffentlichkeit zumeist einrichtungsbezogene Impfpflicht genannt) eingeführt.
Am 19. März 2022 trat das Gesetz zur Änderung des Infektionsschutzgesetzes und anderer Vorschriften in Kraft. Impf-, Genesenen- und Testnachweise bei COVID-19 sind seitdem in § 22a IfSG gesetzlich definiert. Unabhängig von der Feststellung einer epidemischen Lage von nationaler Tragweite können die Länder nun nur noch wenige Corona-Schutzmaßnahmen verordnen. Ausnahmen von der Pflicht zur Quarantäne sind mit Wirkung zum 19. März 2022 in § 6 COVID-19-Schutzmaßnahmen-Ausnahmenverordnung geregelt.
 Mit dem Gesetz zur Stärkung des Schutzes der Bevölkerung und insbesondere vulnerabler Personengruppen vor COVID-19 vom 16. September 2022 sollen zum Schutz vor COVID-19 die Arzneimittelversorgung für die Herbst-/Wintersaison 2022/2023 verbessert, zielgerichtete Impfkampagnen ermöglicht und der Schutz der vulnerablen Bevölkerung gestärkt werden. Mit Art. 1b dieses umfangreichen Artikelgesetzes werden für die Zeit vom 1. Oktober 2022 bis zum 7. April 2023 die bundesweit geltenden besonderen Schutzmaßnahmen unabhängig von einer epidemischen Lage von nationaler Tragweite bei saisonal hoher Infektionsdynamik in § 28b IfSG neu gefasst.

## Gesetzgebungs- und Vollzugszuständigkeit
Das Gesetz zählt zum Bereich der konkurrierenden Gesetzgebung zwischen Bund und Ländern. Die Ermächtigung in Art. 74 Abs. 1 Nr. 19 GG umfasst „Maßnahmen gegen gemeingefährliche oder übertragbare Krankheiten bei Menschen.“
Eine „gemeingefährliche Krankheit“ im Sinne des Art. 74 Abs. 1 Nr. 19 GG ist eine Krankheit, die zu schweren Gesundheitsschäden oder zum Tod führen kann und eine gewisse Verbreitung aufweist. Eine „übertragbare Krankheit“ wird durch Krankheitserreger verursacht, die direkt oder mittelbar übertragen werden.
Umfasst sind Maßnahmen zur Vorbeugung und Bekämpfung dieser Krankheiten, wie etwa Meldepflichten, obligatorische Tests oder Impfungen. Die Notwendigkeit, die Materie gesetzlich zu regeln, ist in erster Linie durch die Tatsache begründet, dass die Erreger von Infektionskrankheiten sehr oft direkt von Mensch zu Mensch oder auch durch tierische Vektoren oder Lebensmittel auf Menschen übertragen werden können und individualmedizinische Maßnahmen allein eine Epidemie, einen Ausbruch oder schlicht die Infektion weiterer Einzelpersonen nicht wirksam verhindern können.
Der Ansatz des Infektionsschutzgesetzes ist infektionsepidemiologischer Natur und hat den Einzelnen, der einem Übertragungsrisiko ausgesetzt war, vorwiegend als Gefahrenquelle für weitere Übertragungen im Blick, nicht aber im Hinblick auf die Verhinderung einer Erkrankung bei ihm selbst. Damit sind die Verhütung, Bekämpfung und Kontrolle übertragbarer Krankheiten eine öffentliche Aufgabe.
Das IfSG wird nach der Kompetenzordnung des Grundgesetzes durch die Länder vollzogen (landeseigene Verwaltung). Deren Verwaltungskompetenz ergibt sich aus Art. 83 GG, § 54 IfSG.

## Grundrechtseinschränkungen
Durch das IfSG werden – wie in Teilen schon durch das BSeuchG – Grundrechte eingeschränkt. Dazu zählen die körperliche Unversehrtheit (§ 20 Abs. 14 IfSG und § 21 IfSG) sowie die Freiheit der Person, die Freizügigkeit, die Versammlungsfreiheit, das Brief- und Postgeheimnis (§ 32 Satz 3 IfSG) und die Unverletzlichkeit der Wohnung (§ 17 Abs. 7 und § 25 Abs. 5 IfSG). Außerdem darf ein berufliches Tätigkeitsverbot verhängt werden (§ 31 IfSG). Im Einzelnen geschieht dies durch das Gesetz selbst, durch Rechtsverordnung aufgrund des Gesetzes oder durch Maßnahmen, zu denen das Gesetz die Behörden ermächtigt. Begrenzt werden diese Eingriffe durch die Vereinbarkeit mit höherrangigem Recht, insbesondere den weiteren Grundrechten wie dem Gleichheitsgrundsatz sowie durch die Wesentlichkeitstheorie. Nach letzterer ist der Bereich der untergesetzlichen Normsetzung insoweit beschränkt, als dass wesentliche Fragen der Grundrechtsausübung und -eingriffe durch das Parlament selbst geregelt werden müssen und nicht dem Verordnungsgeber, etwa den Landesregierungen, überlassen werden dürfen.

## Inhalt

### Allgemeine Vorschriften
Der 1. Abschnitt enthält allgemeine Vorschriften zum Gesetzeszweck (§ 1 Abs. 1 IfSG) und der Zusammenarbeit von Behörden, Ärzten, Tierärzten, Krankenhäusern und wissenschaftlichen Einrichtungen (§ 1 Abs. 2 IfSG), ferner Begriffsbestimmungen (§ 2 IfSG) und den Grundsatz „Prävention durch Aufklärung“ (§ 3 IfSG).
Zweck des Gesetzes ist es, übertragbaren Krankheiten beim Menschen vorzubeugen, Infektionen frühzeitig zu erkennen und ihre Weiterverbreitung zu verhindern (§ 1 Abs. 1 IfSG). Übertragbare Krankheiten sind durch Krankheitserreger oder deren toxische Produkte, die unmittelbar oder mittelbar auf den Menschen übertragen werden, verursachte Krankheiten (§ 2 Nr. 3 IfSG). Infektion bedeutet die Aufnahme eines Krankheitserregers und seine nachfolgende Entwicklung oder Vermehrung im menschlichen Organismus (§ 2 Nr. 2 IfSG).

### Koordinierung und Sicherstellung der öffentlichen Gesundheit in besonderen Lagen

#### Aufgaben des Robert Koch-Instituts
Eine allgemeine Verwaltungsvorschrift der Bundesregierung koordinierte bis zum 27. März 2020 den Informationsaustausch von Bund und Ländern in „epidemisch bedeutsamen Fällen“ (§ 5 IfSG a.F.). Ein Anwendungsfall war die Bund-Länder-Vereinbarung vom 16. März 2020 über Leitlinien gegen die Ausbreitung des Coronavirus.
Seit dem 28. März 2020 koordiniert das Robert Koch-Institut (RKI) im Fall einer epidemischen Lage von nationaler Tragweite die Zusammenarbeit zwischen den Ländern und zwischen den Ländern und dem Bund sowie weiteren beteiligten Behörden und Stellen (§ 5 Abs. 7 IfSG n.F.). Seine Bedeutung bei der Verhütung und Bekämpfung bundesweiter Epidemien ist damit noch gestiegen.
Das RKI ist die nationale Behörde zur Vorbeugung übertragbarer Krankheiten sowie zur frühzeitigen Erkennung und Verhinderung der Weiterverbreitung von Infektionen (§ 4 Abs. 1 IfSG). Es arbeitet mit den jeweils zuständigen Bundesbehörden, Landesbehörden, nationalen Referenzzentren sowie weiteren wissenschaftlichen Einrichtungen und Fachgesellschaften zusammen, außerdem mit ausländischen Stellen wie der Weltgesundheitsorganisation (§ 4 Abs. 3 IfSG). Nach § 4 Abs. 2 IfSG wertet es vor allem die Daten zu meldepflichtigen Krankheiten und Krankheitserregern aus, stellt sie anderen Behörden zur Verfügung, veröffentlicht sie und berät auf Grundlage dieser Daten die Politik. Außerdem betreibt es epidemiologische und laborgestützte Analysen sowie Forschung zu Ursache, Diagnostik und Prävention übertragbarer Krankheiten.
Bei Maßnahmen zur Überwachung, Verhütung und Bekämpfung von bedrohlichen übertragbaren Krankheiten leistet es auf Ersuchen oberster Landesgesundheitsbehörden auch länderübergreifend Amtshilfe. Auf dem Gebiet der Zoonosen und mikrobiell bedingten Lebensmittelvergiftungen arbeitet es mit dem Bundesamt für Verbraucherschutz und Lebensmittelsicherheit, dem Bundesinstitut für Risikobewertung und dem Friedrich-Loeffler-Institut zusammen.

#### Epidemische Lage von nationaler Tragweite

##### Begriff
Eine „epidemische Lage von nationaler Tragweite“ liegt vor, wenn eine ernsthafte Gefahr für die öffentliche Gesundheit in der gesamten Bundesrepublik Deutschland besteht, weil
1. die Weltgesundheitsorganisation eine gesundheitliche Notlage von internationaler Tragweite ausgerufen hat und die Einschleppung einer bedrohlichen übertragbaren Krankheit in die Bundesrepublik Deutschland droht oder

1. eine dynamische Ausbreitung einer bedrohlichen übertragbaren Krankheit über mehrere Länder in der Bundesrepublik Deutschland droht oder stattfindet (§ 5 Abs. 1 IfSG).

Die Feststellung und die Aufhebung durch den Deutschen Bundestag sind im Bundesgesetzblatt bekannt zu machen (§ 5 Abs. 1 Satz 3, 4 IfSG).
Die zuletzt mit Beschluss vom 25. August 2021 festgestellte epidemische Lage galt zum 25. November 2021 als aufgehoben, da der Bundestag das Fortbestehen zuvor nicht erneut festgestellt hatte.

##### Bedeutung

###### Ermächtigung zum Erlass von Rechtsverordnungen
Für die Dauer der Feststellung einer epidemischen Lage wird das Bundesgesundheitsministerium zum Erlass diverser Rechtsverordnungen ermächtigt, etwa zur Aufrechterhaltung der Gesundheitsversorgung und Ausübung heilkundlicher Tätigkeiten durch andere Personen als approbierte Ärzte (§ 5 Abs. 2, Abs. 3, § 5a IfSG), außerdem die Landesregierungen zur Anordnung besonderer Schutzmaßnahmen nach § 28a Abs. 1 bis 6 IfSG (3G-Regeln, Ausgangs- und Kontaktbeschränkungen, Veranstaltungsverbote, Verarbeitung von Kontaktdaten etc.).
Unabhängig von der Feststellung dürfen nur die in § 28a Abs. 7 und Abs. 8 IfSG genannten Maßnahmen durch Landesverordnung angeordnet werden (Masken- und Testpflicht).

###### Evaluation und Reformbedarf
Zu den Auswirkungen der Regelungen in § 5 IfSG hat der Sachverständigenausschusses nach § 5 Abs. 9 IfSG der Bundesregierung am 1. Juli 2022 einen Evaluationsbericht vorgelegt. Die Erfüllung des Auftrags und Anspruchs durch die Evaluationskommission wurde nach ihren eigenen Angaben „erheblich dadurch erschwert, dass sie zur Bewertung der auf das Infektionsschutzgesetz (IfSG) gestützten Maßnahmen erst im Nachhinein aufgefordert wurde. Ferner fehlte eine ausreichende und stringente begleitende Datenerhebung, die notwendig gewesen wäre, um die Evaluierung einzelner Maßnahmen oder Maßnahmenpakete zu ermöglichen.“ Außerdem sei festzuhalten, dass die Evaluationskommission für eine umfassende Evaluierung weder personell ausgestattet war, noch einen ausreichend langen Evaluationszeitraum zur Verfügung hatte. Die Wirkungen und Nebenwirkungen einzelner bisheriger Schutzmaßnahmen in der Corona-Pandemie seien kaum für sich genommen zu beurteilen.
Für das IfSG als Rechtsgrundlage der Pandemiebekämpfung bestehe „erheblicher Reformbedarf.“ So stelle die ‚Feststellung der epidemischen Lage von nationaler Tragweite‘ (§ 5 Abs. 1 IfSG) eine juristisch fragwürdige Konstruktion dar. Die mit § 5 Abs. 2 IfSG vorgenommene Verlagerung wesentlicher Entscheidungsbefugnisse auf die Exekutive werde im rechtswissenschaftlichen Schrifttum ganz überwiegend für verfassungswidrig gehalten.
Die drei Kommissionsmitglieder Jutta Allmendinger, Christoph M. Schmidt und Hendrik Streeck sind der Ansicht, dass der mediale und politische Umgang mit der Sachverständigenkommission den Wissenstransfer beschädige.
In ihrer Stellungnahme vom 4. Oktober 2022 nimmt die Bundesregierung den Evaluationsbericht „zur Kenntnis.“ Sie werde prüfen, „welche der in § 5 Absatz 2 IfSG vorgesehenen Verordnungsermächtigungen für künftige bundesweite Gefährdungslagen benötigt werden und in welchem Umfang nach Inhalt, Zweck und Ausmaß hinreichend bestimmte Verordnungsermächtigungen erforderlich sind.“

#### Schutzmasken in der Nationalen Reserve Gesundheitsschutz
§ 5b IfSG sieht die Vorhaltung von Schutzmasken bestimmter Typen, vor allem partikelfiltrierender Gesichtshalbmasken sowie anderer aus medizinischer Sicht notwendiger Verbrauchs- und Versorgungsgüter in einer Nationalen Reserve Gesundheitsschutz (NRGS) vor.

#### Verfahren bei nicht ausreichend vorhandenen intensivmedizinischen Behandlungskapazitäten
Mit Wirkung zum 14. Dezember 2022 wurde in § 5c IfSG der Beschluss des Bundesverfassungsgerichts vom 16. Dezember 2021 umgesetzt. Danach darf niemand bei einer ärztlichen Entscheidung über die Zuteilung aufgrund einer übertragbaren Krankheit nicht ausreichend vorhandener überlebenswichtiger intensivmedizinischer Behandlungskapazitäten benachteiligt werden, insbesondere nicht wegen einer Behinderung (§ 5c Abs. 1 Satz 1 IfSG). Eine Zuteilungsentscheidung darf nur aufgrund der aktuellen und kurzfristigen Überlebenswahrscheinlichkeit der betroffenen Patientinnen und Patienten getroffen werden (§ 5c Abs. 2 Satz 1 IfSG).

### Epidemiologische Überwachung

#### Meldepflichten
Neben der Auflistung der meldepflichtigen Krankheiten und Krankheitserreger (§ 6, § 7 IfSG) enthält dieser Abschnitt die zur Meldung verpflichteten Personen (Ärzte und Labore, § 8 IfSG) und die notwendigen Angaben, die eine Meldung enthalten muss. Es wird zwischen der namentlichen Meldung unter Angabe von Namen und Vornamen der betroffenen Person an das Gesundheitsamt (§ 9 IfSG) und der nichtnamentlichen Meldung an das Robert Koch-Institut (§ 10 IfSG) unterschieden. Für die Meldung gibt es spezielle Formulare. Namentlich zu melden sind vor allem Erreger, die eine direkte Maßnahme durch das Gesundheitsamt erfordern könnten, wie bestimmte Lebensmittelvergiftungen (Botulismus). Nicht namentlich zu melden ist etwa der Nachweis von HI-Viren, bei dem eine fallbezogene Pseudonymisierung erfolgt (§ 10 Abs. 2 Satz 3 Nr. 1, § 7 Abs. 3 Satz 1 Nr. 2 IfSG).
Die Übermittlung erfolgt in der Regel auf elektronischem Wege mittels der speziellen Software SurvNet@RKI. Um das bisherige System zu modernisieren und eine schnellere wechselseitige Übermittlung der Daten von Laboren, Ärzten, Gemeinschaftseinrichtungen, Gesundheitsämtern, Landesbehörden, RKI unter Beachtung der DSGVO zu erreichen, wurde nach der EHEC-Epidemie 2011 in Deutschland das Projekt zur Entwicklung und Erprobung von DEMIS, dem Deutschen Elektronischen Melde- und Informationssystem für den Infektionsschutz durch eine entsprechende Gesetzesvorlage zur Erweiterung des IfSG vom Bundesgesundheitsministerium und vom Bundesministerium für Ernährung, Landwirtschaft und Verbraucherschutz gemeinsam im August 2011 vorgelegt (§ 14 IfSG). Eine fünfjährige Projektlaufzeit vom 1. Januar 2016 bis zum 31. Dezember 2020 war vorgesehen.
Mitte Mai 2020, während der COVID-19-Pandemie in Deutschland, wurde das Projektende, der Vollausbau von DEMIS, unverändert auf den 31. Dezember 2020 festgelegt und sollte mit der dritten Umsetzungsstufe abgeschlossen werden, in der neben den Laboren auch die Ärztinnen und Ärzte sowie weitere Meldepflichtige ihrer Meldeverpflichtung auf elektronischem Wege nachkommen können.
In einer ersten Ausbaustufe haben Labore seit Juni 2020 die Möglichkeit, Erregernachweise von SARS-CoV-2 elektronisch an die 375 zuständigen Gesundheitsämter zu melden. Die Labore können die Informationen, die elektronisch in ihren Laborinformationssystemen vorliegen, an den DEMIS-Adapter senden, der die Inhalte in das von DEMIS genutzte HL7-FHIR-Format übersetzt. Die elektronische Meldung löst die Meldung per Fax ab, wodurch die Übertragung der personenbezogenen Daten sicherer wird.
Eine mögliche gesundheitliche Notlage von internationaler Tragweite für den Bereich der übertragbaren Krankheiten hat das Robert Koch-Institut nach den Internationalen Gesundheitsvorschriften zu bewerten und der Weltgesundheitsorganisation (WHO) mitzuteilen (§ 12 Abs. 1 IfSG), Gefahren biologischen oder unbekannten Ursprungs in Form übertragbarer Krankheiten, von Antibiotikaresistenz und nosokomialen Infektionen sowie von Biotoxinen oder anderen schädlichen biologischen Agenzien, die nicht in Zusammenhang mit übertragbaren Krankheiten stehen, dem Europäischen Zentrum für die Prävention und die Kontrolle von Krankheiten (ECDC) (§ 12 Abs. 2 IfSG).
Mit der Verordnung des Bundesgesundheitsministeriums vom 18. März 2016 (IfSG-Meldepflicht-Anpassungsverordnung) wurde aufgrund § 15 IfSG der Kreis der meldepflichtigen Krankheiten und Krankheitserreger nach §§ 6, 7 IfSG ausgeweitet auf den Krankheitsverdacht, die Erkrankung und den Tod an zoonotischer Influenza („Vogelgrippe“), den sog. Krankenhauskeim Clostridioides difficile und diverse Arboviren. Die Meldepflichten aus dieser Verordnung wurden durch das Masernschutzgesetz in das IfSG integriert und die IfSG-Meldepflicht-Anpassungsverordnung aufgehoben.
Befristet bis zum 23. Mai 2020 wurde mit der Coronavirus-Meldepflichtverordnung die Pflicht zur namentlichen Meldung auf den Verdacht einer Erkrankung, die Erkrankung sowie den Tod ausgedehnt, die durch das neuartige Coronavirus („2019-nCoV“) hervorgerufen werden sowie auf den positiven und negativen Nachweis des Virus SARS-CoV-2. Die Meldepflicht für die Coronavirus-Krankheit-2019 (COVID-19) und den Severe-Acute-Respiratory-Syndrome-Coronavirus-2 (SARS-CoV-2)-Erreger ist seitdem in § 6 Abs. 1 Nr. 1 lit. t, § 7 Abs. 1 Nr. 44a IfSG dauerhaft gesetzlich geregelt. Das Bundesgesundheitsministerium kann aufgrund der Ermächtigung in § 20i Abs. 3 SGB V die gesetzliche Krankenversicherung (GKV) per Verordnung verpflichten, Tests auf das Coronavirus oder Antikörpertests zu bezahlen, sofern der Deutsche Bundestag eine epidemische Lage von nationaler Tragweite festgestellt hat.

#### Weitere Formen (Surveillance)
§ 13 Abs. 2 IfSG sieht zur weiteren epidemiologische Überwachung so genannte Sentinelerhebungen durch das Robert Koch-Institut vor, mit deren Daten auf die Verbreitung einer (meistens) infektiologischen Krankheit geschlossen werden soll, außerdem die Inanspruchnahme von Schutzimpfungen und von Impfeffekten in einer Impfsurveillance zusammen mit den Kassenärztlichen Vereinigungen und Impfzentren (§ 13 Abs. 5 IfSG) und mit Wirkung zum 1. November 2021 schließlich eine Mortalitätssurveillance zusammen mit den Standesämtern zur Überwachung der Gesamtzahl der Todesfälle infolge übertragbarer Krankheiten (§ 13 Abs. 6 IfSG).
Mit Wirkung zum 10. April 2020 wurden alle Krankenhäuser, die intensivmedizinische Behandlungskapazitäten vorhalten, verpflichtet, sich im DIVI-Intensivregister zu registrieren und die für die Kapazitätsermittlung erforderlichen Angaben zur Anzahl der verfügbaren intensivmedizinischen Behandlungskapazitäten an das Register zu übermitteln (§ 13 Abs. 7 IfSG). Zur Feststellung der Auslastung der Krankenhauskapazitäten (Krankenhauskapazitätssurveillance) sind Krankenhäuser seit dem 20. September 2022 außerdem verpflichtet, die Anzahl der durch die vollstationäre nicht intensivmedizinische somatische Versorgung belegten Betten an das vom Robert Koch-Institut geführte DIVI Intensiv-Register zu übermitteln. Die Verpflichtung zur Ermittlung der intensivmedizinischen Behandlungskapazitäten läuft zum 26. November 2022 aus. Nach Angaben der Deutschen Krankenhausgesellschaft hat bislang nur ein „verschwindend geringer Teil der Kliniken“ die Schnittstelle zu DEMIS im Krankenhausinformationssystem umgesetzt. Der Großteil der Daten müsse händisch übertragen werden, so dass die Krankenhäuser derzeit keine Möglichkeit hätten, die im Gesetz vorgesehenen verpflichtenden Datenlieferungen vollständig zu erfüllen.

#### Elektronisches Melde- und Informationssystem
Daten, die nach § 13 IfSG erhoben werden, dürfen durch das Robert Koch-Institut nach Weisung des Bundesministeriums für Gesundheit gem. § 14 Abs. 2 Nr. 3 IfSG im elektronischen Melde- und Informationssystem (DEMIS) verarbeitet werden.
Für die fachliche und technische Vernetzung der Akteure des Öffentlichen Gesundheitsdienstes müssen die vom DEMIS genutzten informationstechnischen Systemen und die IfSG-Fachanwendungen, etwa der zu Meldungen nach § 8 IfSG verpflichteten Personen, interoperabel sein. In § 14a IfSG, in das Gesetz eingefügt mit Wirkung zum 29. Dezember 2022, wird das Bundesministerium für Gesundheit deshalb ermächtigt, zur Förderung der Interoperabilität zwischen informationstechnischen Systemen der Gesellschaft für Telematik durch Rechtsverordnung die Aufgabe zuzuweisen, einen Bedarf an technischen Standards zu identifizieren sowie technische, semantische und syntaktische Standards, Profile und Leitfäden zu entwickeln und den Herstellern und Anwendern von informationstechnischen Systemen zu empfehlen.

### Verhütung übertragbarer Krankheiten

#### Allgemeine und besondere Maßnahmen
Zur Verhütung übertragbarer Krankheiten sieht das Gesetz sowohl Einzelfallmaßnahmen der zuständigen Behörden, bei Gefahr im Verzug auch durch das Gesundheitsamt, vor als auch eine Regelung durch Rechtsverordnung der Landesregierungen.
Welche Behörden in den einzelnen Bundesländern zuständig sind, ist in der Regel durch entsprechende Zuständigkeitsverordnungen geregelt.
§ 16 Abs. 1 IfSG enthält eine Generalklausel für behördliche Einzelfallentscheidungen, wenn Tatsachen festgestellt werden, die zum Auftreten einer übertragbaren Krankheit führen können. § 17 Abs. 1 und Abs. 2 IfSG ermächtigen zu speziellen Maßnahmen, insbesondere zur Vernichtung von Gegenständen, die mit meldepflichtigen Krankheitserregern behaftet sind wie kontaminierten Lebensmitteln und der Bekämpfung von Gesundheitsschädlingen, die Krankheitserreger verbreiten können.
§ 17 Abs. 4 und Abs. 5 IfSG ermächtigen zum Erlass von Rechtsverordnungen zur Verhütung übertragbarer Krankheiten und über die Feststellung und die Bekämpfung von Gesundheitsschädlingen, Krätzmilben und Kopfläusen. Die Landesregierungen können die Ermächtigung auf andere Stellen übertragen.
Während eine bestimmte Anordnung eine konkrete Gesundheitsgefahr voraussetzt, reicht für den Verordnungserlass eine abstrakte Gefahr aus. Beispiele sind die nordrhein-westfälische Verordnung zur Verhütung übertragbarer Krankheiten bei bestimmten gewerblichen Tätigkeiten, Rechtsverordnungen zur Rattenbekämpfung oder Verordnungen über ein Taubenfütterungsverbot.
Widerspruch und Anfechtungsklage gegen einzelne Maßnahmen nach §§ 16, 17 IfSG haben wegen der besonderen Bedeutung für die öffentliche Gesundheit keine aufschiebende Wirkung (§ 16 Abs. 8, § 17 Abs. 6 IfSG, § 80 Abs. 2 Nr. 3 VwGO).

#### Schutzimpfungen
Die Bundeszentrale für gesundheitliche Aufklärung und die Gesundheitsämter informieren die Bevölkerung über die Bedeutung von Schutzimpfungen und andere Maßnahmen der spezifischen Prophylaxe übertragbarer Krankheiten (§ 20 Abs. 1 IfSG).
Die Ständige Impfkommission gibt Empfehlungen zur Durchführung von Schutzimpfungen und zur Durchführung anderer Maßnahmen der spezifischen Prophylaxe übertragbarer Krankheiten (§ 20 Abs. 2, 2a IfSG). Diese Empfehlungen sind Grundlage für die Leistungspflicht der gesetzlichen Krankenversicherung für Schutzimpfungen gegen übertragbare Krankheiten im Sinne des § 2 Nr. 9 IfSG (§ 20i SGB V).
§ 20 Abs. 6 und Abs. 7 IfSG enthalten Verordnungsermächtigungen für das Bundesgesundheitsministerium und die Landesregierungen, bedrohte Teile der Bevölkerung zur Teilnahme an Schutzimpfungen oder anderen Maßnahmen der spezifischen Prophylaxe zu verpflichten, wenn eine übertragbare Krankheit mit klinisch schweren Verlaufsformen auftritt und mit ihrer epidemischen Verbreitung zu rechnen ist. Weder der Bund noch die Länder haben von dieser Ermächtigung bislang Gebrauch gemacht, auch nicht gegen das SARS-CoV-2-Virus.
Jede Schutzimpfung wird in einem Impfausweis dokumentiert (§ 22 Abs. 1–4 IfSG).
Bereits seit dem Jahr 2000 sind die Impfempfehlungen der STIKO in der Rechtsprechung des Bundesgerichtshofs als medizinischer Standard anerkannt und mit dem Kindeswohl vereinbar.

##### Masern
Deutschland und die anderen europäischen Mitgliedstaaten der WHO haben sich das Ziel gesetzt, die Masern und Röteln in Europa zu eliminieren.
Personen, die nach dem 31. Dezember 1970 geboren sind und in bestimmten Gemeinschaftseinrichtungen wie Kindertageseinrichtungen und Schulen, Pflegeheimen, Krankenhäusern oder Asylunterkünften tätig sind oder betreut werden wollen, müssen nach dem am 1. März 2020 in Kraft getretenen Masernschutzgesetz entweder einen ausreichenden Impfschutz oder eine Immunität gegen Masern aufweisen (§ 20 Abs. 8 IfSG). Gem. § 20 Abs. 9 IfSG müssen sie der Leitung der jeweiligen Einrichtung vor Beginn ihrer Betreuung oder ihrer Tätigkeit eine entsprechende Impfdokumentation oder ein ärztliches Zeugnis darüber vorzeigen, dass bei ihnen eine Immunität gegen Masern vorliegt oder sie aufgrund einer medizinischen Kontraindikation nicht geimpft werden können.
Die Vorgabe, dass bestimmte Personen einen ausreichenden Impfschutz gegen Masern aufweisen müssen, stellt zumindest einen mittelbaren Eingriff in das Grundrecht der körperlichen Unversehrtheit (Art. 2 Abs. 2 Satz 1 GG) der Impflinge und die Grundrechte der Eltern aus Art. 6 Abs. 2 GG dar. Den Eingriff hält der Gesetzgeber durch die damit verfolgten öffentlichen Ziele des Gesundheitsschutzes für gerechtfertigt. Masern gehören zu den ansteckendsten Infektionskrankheiten des Menschen. Die sogenannte subakut sklerosierende Panenzephalitis (SSPE) ist eine schwere und stets tödlich verlaufende Gehirnerkrankung, die als Spätfolge einer Maserninfektion im frühen Lebensalter auftreten kann.
Die Entscheidung über die Vornahme von Impfungen bei entwicklungsbedingt noch nicht selbst entscheidungsfähigen Kindern ist ein wesentliches Element der elterlichen Gesundheitssorge und fällt in den Schutzbereich von Art. 6 Abs. 2 Satz 1 GG. Bei der Ausübung der am Kindeswohl zu orientierenden Gesundheitssorge für ihr Kind sind die Eltern jedoch weniger frei, sich gegen Standards medizinischer Vernünftigkeit zu wenden, als sie es kraft ihres Selbstbestimmungsrechts über ihre eigene körperliche Integrität wären. § 20 Absatz 8 Satz 3 IfSG ist verfassungskonform dahin auszulegen, dass bei ausschließlicher Verfügbarkeit von Kombinationsimpfstoffen, die auch Impfstoffkomponenten gegen andere Krankheiten als Masern enthalten, die Pflicht aus § 20 Abs. 8 Satz 1 IfSG nur besteht, wenn es sich nicht um andere Impfstoffkomponenten als solche gegen Mumps, Röteln oder Windpocken handelt.

##### COVID-19
Die Coronavirus-Impfverordnung regelt den Anspruch auf Erst- und Folge- sowie Auffrischimpfungen gegen das Coronavirus SARS-CoV-2 im Rahmen der Verfügbarkeit der vorhandenen Impfstoffe. Anspruchsberechtigt sind unabhängig von der Staatsangehörigkeit vor allem Personen, die ihren Wohnsitz oder gewöhnlichen Aufenthaltsort in der Bundesrepublik Deutschland haben oder die in der Bundesrepublik Deutschland in der gesetzlichen oder privaten Krankenversicherung versichert sind. Die Leistungserbringer sind gem. § 13 Abs. 5 IfSG verpflichtet, die von ihnen durchgeführten Schutzimpfungen für Zwecke der Impfsurveillance und der Pharmakovigilanz täglich an das Robert Koch-Institut zu übermitteln.
Das Bundesamt für Soziale Sicherung (BAS) vergütet als Verwalterin des Gesundheitsfonds die Leistungen niedergelassener Ärzte im Rahmen der Corona-Impfverordnung. Die Ärzte rechnen ihre Impfleistungen unabhängig vom Versichertenstatus der Patienten über die Kassenärztlichen Vereinigungen mit dem BAS ab.

###### Immunitätsnachweis gegen COVID-19
Personen, die in bestimmten Einrichtungen oder Unternehmen wie Krankenhäusern und Pflegeeinrichtungen tätig sind, müssen über einen Impf- oder Genesenennachweis nach § 22a Abs. 1 oder 2 IfSG verfügen, es sei denn, sie können auf Grund einer medizinischen Kontraindikation nicht gegen das Coronavirus SARS-CoV-2 geimpft werden (§ 20a Abs. 1 Satz 1, 2 IfSG). Insbesondere hochaltrige Menschen und Personen mit akuten oder chronischen Grundkrankheiten sprächen weniger gut auf die Impfung an und seien daher auf einen vollständigen Impfschutz der sie betreuenden Personen angewiesen. Bis zum 15. März 2022 mussten der Leitung der jeweiligen Einrichtung oder des jeweiligen Unternehmens ein Impf- oder Genesenennachweis oder ein ärztliches Zeugnis darüber vorgelegt werden, dass die Person sich im ersten Schwangerschaftsdrittel befinden oder dass sie auf Grund einer medizinischen Kontraindikation nicht gegen das Coronavirus SARS-CoV-2 geimpft werden könne (§ 20a Abs. 2 Satz 1 Nr. 1–4 IfSG). Das gilt ausdrücklich nicht für die in den Einrichtungen oder von den Unternehmen behandelten, betreuten, gepflegten oder untergebrachten Personen (§ 20a Abs. 6 IfSG). Die Regelung trat am 1. Januar 2023 wieder außer Kraft.
Ein Eilantrag vor dem Bundesverfassungsgericht von 46 Einzelpersonen zur Außervollzugsetzung der einrichtungs- und unternehmensbezogenen Nachweispflicht nach § 20a IfSG war im Februar 2022 erfolglos.

###### Durchführung von Schutzimpfungen gegen das Coronavirus SARS-CoV-2
Nach ärztlicher Schulung sind bis zum 31. Dezember 2022 auch Zahnärzte, Tierärzte sowie Apotheker zur Durchführung von Schutzimpfungen gegen das Coronavirus SARS-CoV-2 bei Personen, die das zwölfte Lebensjahr vollendet haben, berechtigt (§ 20b IfSG).

###### Impf-, Genesenen- und Testdokumentation
Außer der Impfung sind auch der positive Erregernachweis des Coronavirus SARS-CoV-2 in einer Genesenendokumentation sowie die Durchführung oder Überwachung einer Testung in Bezug auf einen negativen Erregernachweis des Coronavirus SARS-CoV-2 in einer Testdokumentation zu dokumentieren (§ 22 Abs. 4a–4d IfSG).

###### Impf-, Genesenen- und Testnachweis bei COVID-19
Seit dem 19. März 2022 werden die Begriffe Impf-, Genesenen- und Testnachweis „aufgrund der besonderen Bedeutung“ nicht mehr in der COVID-19-Schutzmaßnahmen-Ausnahmenverordnung und der Coronavirus-Einreiseverordnung, sondern in § 22a Abs. 1–3 IfSG gesetzlich definiert.
In § 22a Abs. 4 IfSG wird die Bundesregierung ermächtigt, durch Rechtsverordnung mit Zustimmung des Bundesrates nach dem aktuellen Stand der Wissenschaft und Forschung von § 22a Abs. 1–3 IfSG abweichende Anforderungen an einen Impf-, einen Genesenen- und einen Testnachweis zu regeln.
Hinsichtlich des Impfnachweises darf sie regeln:
- die Intervallzeiten,
  - die nach jeder Einzelimpfung für einen vollständigen Impfschutz abgewartet werden müssen und
  - die höchstens zwischen den Einzelimpfungen liegen dürfen,
- die Zahl und mögliche Kombination der Einzelimpfungen für einen vollständigen Impfschutz und
- Impfstoffe, deren Verwendung für einen Impfnachweis anerkannt werden.

Hinsichtlich des Genesenennachweises darf sie regeln:
- Nachweismöglichkeiten, mit denen die vorherige Infektion nachgewiesen werden kann,
- die Zeit, die nach der Testung zum Nachweis der vorherigen Infektion vergangen sein muss,
- die Zeit, die die Testung zum Nachweis der vorherigen Infektion höchstens zurückliegen darf.

Hinsichtlich des Testnachweises darf sie Nachweismöglichkeiten regeln, mit denen die mögliche Infektion nachgewiesen werden kann.
In der Rechtsverordnung sind jeweils angemessene Übergangsfristen für die Anwendung der vom Gesetz abweichenden Anforderungen an einen Impf-, Genesenen- oder Testnachweis vorzusehen (§ 22a Abs. 4 Satz 3 IfSG).
Zusätzlich werden auf Wunsch digitale COVID-19-Zertifikate hinsichtlich des Vorliegens eines vollständigen Impfschutzes, eines durch vorherige Infektion erworbenen Immunschutzes oder ein Nachweis hinsichtlich des Nichtvorliegens einer Infektion mit dem Coronavirus SARS-CoV-2 ausgestellt (§ 22a Abs. 5–7 IfSG).

#### Krankenhauskeime
§ 23 IfSG regelt die Bekämpfung sog. Krankenhauskeime (nosokomiale Infektionen).
Die Kommission für Krankenhaushygiene und Infektionsprävention – KRINKO beim Robert Koch-Institut erstellt Empfehlungen zur Prävention nosokomialer Infektionen sowie zu betrieblich-organisatorischen und baulich-funktionellen Maßnahmen der Hygiene in Krankenhäusern, außerdem zum Hygiene-Management sowie zu Methoden zur Erkennung, Erfassung, Bewertung und gezielten Kontrolle dieser Infektionen. Eine weitere Kommission (Kommission Antiinfektiva, Resistenz und Therapie – ART) erstellt Empfehlungen mit allgemeinen Grundsätzen für Diagnostik und antimikrobielle Therapie, insbesondere bei Infektionen mit resistenten Krankheitserregern.
Krankenhäuser und ähnliche Einrichtungen wie Tageskliniken und Dialyseeinrichtungen, aber auch Arztpraxen mit ambulantem Operationsbetrieb, Pflege- und Rettungsdienste haben diese Empfehlungen einzuhalten. Die betreffenden Einrichtungen unterliegen insoweit der infektionshygienischen Überwachung durch das Gesundheitsamt.
Zusätzlich sieht § 23 Abs. 8 IfSG vor, durch Landesverordnung die jeweils erforderlichen Maßnahmen zur Verhütung, Erkennung, Erfassung und Bekämpfung von nosokomialen Infektionen und Krankheitserregern mit Resistenzen zu regeln.
Deutschland nimmt in der Rangliste der Todesfälle infolge Infektionen während stationärer medizinischer Behandlung einen mäßigen Rang ein.
Von den ca. 2.300 deutschen Krankenhäusern ist in etwa 600 Einrichtungen kein Facharzt für Hygiene bestellt. Die 1.233 Vorsorge- oder Rehabilitationseinrichtungen, für die bis Ende 2016 ebenfalls Hygienebeauftragte zu bestellen sind, sind hierbei noch unberücksichtigt. Regelungen zur Aufgabenstellung der Hygienebeauftragten sind in den Bundesländern unterschiedlich. Als Ersatzlösung ist in einzelnen Bundesländern die Bestellung eines hygienebeauftragten Facharztes, der kein Facharzt für Hygiene sein muss, in einer Nebenaufgabe zulässig (Wortlaut der Verordnung: „[…] ein in der Einrichtung klinisch tätiger Arzt, die/der über entsprechende Kenntnisse und Erfahrungen in Hygiene und Infektionsprävention verfügt […]“).

### Bekämpfung übertragbarer Krankheiten
Während unter „Verhütung“ die Verhinderung des Entstehens übertragbarer Krankheiten zu verstehen, ist mit dem Begriff der „Bekämpfung“ die Verhinderung der Verbreitung bereits aufgetretener Krankheiten gemeint.
Die Feststellung und die Heilbehandlung meldepflichtiger Krankheiten und Krankheitserreger ist grundsätzlich Humanmedizinern vorbehalten (§ 24 Satz 1 IfSG). Ausnahmen gelten gem. § 24 Satz 2 und 3 IfSG für In-vitro-Diagnostika bei patientennahen Schnelltests auf HIV, das Hepatitis-C-Virus, das Severe-Acute-Respiratory-Syndrome-Coronavirus-2 (SARS-CoV-2) und Treponema pallidum.
Die Gesundheitsämter stellen aufgrund entsprechender Meldungen von Amts wegen die erforderlichen Ermittlungen an, um die Annahme eines Krankheits- oder Ansteckungsverdachts abzusichern, insbesondere über Art, Ursache, Ansteckungsquelle und Ausbreitung der Krankheit (§ 25 Abs. 1 IfSG). Dazu sind die Ämter beispielsweise befugt, Grundstücke, Räume, Anlagen und Einrichtungen zu betreten und Bücher oder sonstige Unterlagen einzusehen und hieraus Abschriften, Ablichtungen oder Auszüge anzufertigen sowie sonstige Gegenstände zu untersuchen oder Proben zur Untersuchung zu fordern oder zu entnehmen. Gegebenenfalls werden andere Behörden, deren Aufgabenbereich berührt ist, von dem Gesundheitsamt unterrichtet, etwa die Lebensmittelüberwachungsbehörden, wenn ein bestimmtes Lebensmittel Ursache einer übertragbaren Krankheit sein könnte, die Tiergesundheitsbehörden, wenn Erreger einer übertragbaren Krankheit von Tieren auf eine betroffene Person übertragen wurden oder die für den Immissionsschutz zuständige Behörde bei einer Häufung von Infektionen mit Legionellen, die durch Aerosole in der Außenluft auf den Menschen übertragen worden sein könnten (§ 27 Abs. 4 IfSG).
Kranke und krankheits- oder ansteckungsverdächtige Personen können durch das Gesundheitsamt zu äußerlichen Untersuchungen, Röntgenuntersuchungen, Tuberkulintestungen, Blutentnahmen und Abstrichen von Haut und Schleimhäuten vorgeladen werden (§ 25 Abs. 3 IfSG). Mit Zustimmung des Patienten darf der behandelnde Arzt daran teilnehmen (§ 26 IfSG). Die Gesundheitsämter dürfen außerdem eine Leichenschau durchführen (§ 25 Abs. 4 IfSG).

#### Schutzmaßnahmen, § 28 IfSG
Um die Verbreitung übertragbarer Krankheiten zu verhindern, trifft die „zuständige Behörde“ die notwendigen Schutzmaßnahmen, soweit und solange diese erforderlich sind (§ 28 Abs. 1 Satz 1 IfSG). Welche Behörde im Einzelfall zuständig ist, bestimmen gem. § 54 IfSG die Landesregierungen durch Rechtsverordnung. Neben den obersten Landesgesundheitsbehörden (Landesgesundheitsministerien) kommen dafür auch Städte und Gemeinden in Betracht.
§ 28 Abs. 1 IfSG verpflichtet die Behörde zum Handeln (das „Ob“ des Tätigwerdens), räumt ihr hinsichtlich des „Wie“ jedoch ein Auswahlermessen in Bezug auf die zu treffende Schutzmaßnahme ein. Dem liegt die Erwägung zugrunde, dass sich die Bandbreite der Schutzmaßnahmen, die bei Auftreten einer übertragbaren Krankheit in Frage kommen können, nicht im Vorfeld bestimmen lässt. Der Gesetzgeber hat § 28 Abs. 1 IfSG daher als Generalklausel ausgestaltet. Das behördliche Ermessen wird dadurch beschränkt, dass es sich um „notwendige Schutzmaßnahmen“ handeln muss, die zur Verhinderung der (Weiter-)Verbreitung der Krankheit geboten sind. Darüber hinaus sind dem Ermessen durch den Verhältnismäßigkeitsgrundsatz Grenzen gesetzt.
Vorrangige Adressaten des § 28 Abs. 1 IfSG sind Kranke, Krankheitsverdächtige, Ansteckungsverdächtige und Ausscheider. Diese Personen sind in § 2 Nr. 4–7 IfSG im Sinne eines Stufenverhältnisses legaldefiniert. Es können aber auch sonstige Dritte („Nichtstörer“) Adressat von Maßnahmen sein, beispielsweise um sie vor Ansteckung zu schützen. Eine Person ist ansteckungsverdächtig im Sinne von § 2 Nr. 7, wenn die Annahme, sie habe Krankheitserreger aufgenommen, wahrscheinlicher ist als das Gegenteil.
Die einzelnen Schutzmaßnahmen sind in § 28, § 28a und in den §§ 29 bis 31 IfSG beispielhaft benannt.
So können Personen verpflichten, den Ort, an dem sie sich befinden bzw. ihren Wohnsitz nicht zu verlassen oder von ihr bestimmte Orte nicht zu betreten, bis die notwendigen Schutzmaßnahmen durchgeführt worden sind (Ausgangssperre, Lockdown). Nach § 28 Abs. 1 Satz 2 IfSG kann die zuständige Behörde Veranstaltungen oder sonstige Ansammlungen von Menschen beschränken oder verbieten sowie in Verbindung mit § 33 IfSG die dort genannten Gemeinschaftseinrichtungen zur Betreuung Minderjähriger wie Kindertagesstätten, Horte und Schulen ganz oder teilweise schließen.
Statt einer Regelung durch Verwaltungsakt können entsprechende Ge- und Verbote auch durch Rechtsverordnung der Landesregierungen erlassen werden (§ 32 IfSG). Das Verwaltungsgericht München ist der Ansicht, dass die zulässige Handlungsform für landesweit geltende Ausgangsbeschränkungen gegenüber jedermann, die nicht nur einen nach allgemeinen Merkmalen bestimmten oder bestimmbaren Personenkreis im Sinne des § 35 Satz 2 VwVfG betreffen, nicht die Allgemeinverfügung, sondern die Rechtsverordnung ist.
Mit dem Gesetz zum Schutz der Bevölkerung bei einer epidemischen Lage von nationaler Tragweite wurde § 28 IfSG neu gefasst. Seit dem 28. März 2020 wird insoweit außer den Grundrechten der Freiheit der Person (Art. 2 Abs. 2 Satz 2 GG), der Versammlungsfreiheit (Art. 8 GG) und der Unverletzlichkeit der Wohnung (Art. 13 Abs. 1 GG) auch das Grundrecht der Freizügigkeit (Art. 11 Abs. 1 GG) eingeschränkt.
Die Maßnahmen werden durch das Gesundheitsamt überwacht (§ 28 Abs. 3, § 16 Abs. 2 IfSG).
Schutzmaßnahmen können mit Widerspruch und Anfechtungsklage angefochten werden, die jedoch wegen der besonderen Bedeutung für die öffentliche Gesundheit keine aufschiebende Wirkung haben (§ 28 Abs. 3 § 16 Abs. 8 IfSG, § 80 Abs. 2 Nr. 3 VwGO). Es muss deshalb zunächst vorläufiger Rechtsschutz begehrt werden (§ 80 Abs. 5 VwGO). Zulässig ist auch ein Antrag auf Erlass einer einstweiligen Anordnung, mit der das Gericht die Behörde zu einem (bestimmten) Tätigwerden verpflichten soll (§ 123 Abs. 1 VwGO).
Zuwiderhandlungen gegen vollziehbare Schutzmaßnahmen sind eine Ordnungswidrigkeit nach § 73 oder eine Straftat nach § 74 oder § 75 IfSG.

#### Besondere Schutzmaßnahmen zur Bekämpfung der Coronavirus-Krankheit-2019 (COVID-19) bei epidemischer Lage von nationaler Tragweite, § 28a IfSG

##### Zulässige Maßnahmen, § 28a Abs. 1 und Abs. 2 IfSG
Mit Wirkung zum 19. November 2020 wurde durch das Dritte Gesetz zum Schutz der Bevölkerung bei einer epidemischen Lage von nationaler Tragweite das Infektionsschutzgesetz geändert. Im neuen § 28a IfSG wurden erstmals ausdrücklich „Schutzmaßnahmen zur Verhinderung der Verbreitung der Coronavirus-Krankheit-2019 (COVID-19)“ aufgelistet, die für die Dauer der Feststellung einer epidemischen Lage von nationaler Tragweite von den Ländern verordnet werden können. Das Infektionsschutzrecht enthielt bis dahin keine spezifische Ermächtigungsgrundlage für den Erlass von Schutzmaßnahmen im Kontext von Pandemien. Sowohl die herrschende Rechtsprechung als auch die überwiegende Literatur geht davon aus, dass nach Beendigung der epidemischen Lage von nationaler Tragweite die in § 28a Abs. 1 IfSG aufgelisteten Maßnahmen nicht auf die Generalklausel des § 28 IfSG gestützt werden können (sog. Sperrwirkung des § 28a Abs. 1 IfSG).
Notwendige Schutzmaßnahmen können – auch kumulativ und unter Berücksichtigung der sozialen, gesellschaftlichen und wirtschaftlichen Auswirkungen auf den Einzelnen und die Allgemeinheit – gem. § 28a Abs. 1, Abs. 6 IfSG insbesondere sein:
1. Anordnung eines Abstandsgebots im öffentlichen Raum,
2. Verpflichtung zum Tragen einer Mund-Nasen-Bedeckung (Maskenpflicht),
3. Verpflichtung zur Vorlage eines Impf-, Genesenen- oder Testnachweises,[161]
4. Ausgangs- oder Kontaktbeschränkungen im privaten sowie im öffentlichen Raum,
5. Verpflichtung zur Erstellung und Anwendung von Hygienekonzepten für Betriebe, Einrichtungen oder Angebote mit Publikumsverkehr,
6. Untersagung oder Beschränkung von Freizeitveranstaltungen und ähnlichen Veranstaltungen,
7. Untersagung oder Beschränkung des Betriebs von Einrichtungen, die der Freizeitgestaltung zuzurechnen sind,
8. Untersagung oder Beschränkung von Kulturveranstaltungen oder des Betriebs von Kultureinrichtungen,
9. Untersagung oder Beschränkung von Sportveranstaltungen und der Sportausübung,
10. umfassendes oder auf bestimmte Zeiten beschränktes Verbot der Alkoholabgabe oder des Alkoholkonsums auf bestimmten öffentlichen Plätzen oder in bestimmten öffentlich zugänglichen Einrichtungen,
11. Untersagung von oder Erteilung von Auflagen für das Abhalten von Veranstaltungen, Ansammlungen, Aufzügen, Versammlungen sowie religiösen oder weltanschaulichen Zusammenkünften,
12. Untersagung oder Beschränkung von Reisen; dies gilt insbesondere für touristische Reisen,
13. Untersagung oder Beschränkung von Übernachtungsangeboten,
14. Untersagung oder Beschränkung des Betriebs von gastronomischen Einrichtungen,
15. Schließung oder Beschränkung von Betrieben, Gewerben, Einzel- oder Großhandel,
16. Untersagung oder Beschränkung des Betretens oder des Besuchs von Einrichtungen des Gesundheits- oder Sozialwesens,
17. Schließung von Gemeinschaftseinrichtungen im Sinne von § 33 IfSG, Hochschulen, außerschulischen Einrichtungen der Erwachsenenbildung oder ähnlichen Einrichtungen oder Erteilung von Auflagen für die Fortführung ihres Betriebs oder
18. Anordnung der Verarbeitung der Kontaktdaten von Kunden, Gästen oder Veranstaltungsteilnehmern, um nach Auftreten einer Infektion mit dem Coronavirus SARS-CoV-2 mögliche Infektionsketten nachverfolgen und unterbrechen zu können. Von den Verantwortlichen dürfen nur personenbezogene Angaben sowie Angaben zum Zeitraum und zum Ort des Aufenthaltes erhoben und verarbeitet werden, soweit dies zur Nachverfolgung von Kontaktpersonen zwingend notwendig ist (§ 28a Abs. 4 IfSG).

Versammlungsverbote, Ausgangsbeschränkungen sowie Betretungs- und Besuchsverbote z. B. in Alten- und Pflegeheimen sind nur unter der einschränkenden Voraussetzung zulässig, dass ansonsten eine wirksame Eindämmung der Verbreitung der Coronavirus-Krankheit-2019 (COVID-19) erheblich gefährdet wäre (§ 28a Abs. 2 IfSG).
Die Geltungsdauer entsprechender Verordnung ist grundsätzlich auf vier Wochen befristet, aber verlängerbar (§ 28a Abs. 5 IfSG).
In allen Bundesländern wurden anlässlich der COVID-19-Pandemie in Deutschland durch strafbewehrte Rechtsverordnungen aufgrund §§ 32, 28, 28a in Verbindung mit §§ 73 Abs. 1a Nr. 6, 74, 75 Abs. 1 Nr. 1, Abs. 2 und 3 IfSG vor allem die Grundrechte der Freiheit der Person, der Versammlungsfreiheit und der Freizügigkeit massiv eingeschränkt. Verfassungsrechtlich könnte die Wesentlichkeit der Materie einer so weitgehenden Delegation an die Exekutive unter Ausschluss der Landesparlamente entgegenstehen, was nach Ansicht von Kritikern zudem organisationsrechtlich ein Gewaltenteilungs- und Legitimationsproblem darstellen könnte.
In der Folge kam es zu zahlreichen öffentlichen Protestaktionen.

##### Indikatoren, § 28a Abs. 3 IfSG
Entscheidungen über besondere Schutzmaßnahmen sind gem. § 28a Abs. 3 Satz 1–3 IfSG insbesondere an dem Schutz von Leben und Gesundheit und der Funktionsfähigkeit des Gesundheitssystems auszurichten. Ziel ist es, eine Überlastung der regionalen und überregionalen stationären Versorgung zu vermeiden, die die Priorisierung medizinischer Leistungen zur Folge hätte (sog. Triage). Diese Situation trat in Deutschland bislang nicht ein.
Maßstab für die zu ergreifenden Schutzmaßnahmen waren nach dem Vierten Bevölkerungsschutzgesetz vom 22. April 2021 (sog. Bundesnotbremse) insbesondere die Anzahl der Neuinfektionen mit dem Coronavirus SARS-CoV-2 je 100.000 Einwohnern innerhalb von sieben Tagen (7-Tage-Inzidenz). Bei Überschreitung eines Schwellenwertes von über 50 Neuinfektionen waren umfassende Schutzmaßnahmen zu ergreifen, die eine effektive Eindämmung des Infektionsgeschehens erwarten lassen. Bei Überschreitung eines Schwellenwertes von über 35 Neuinfektionen waren breit angelegte Schutzmaßnahmen zu ergreifen, die eine schnelle Abschwächung des Infektionsgeschehens erwarten lassen. Unterhalb eines Schwellenwertes von 35 Neuinfektionen kamen insbesondere Schutzmaßnahmen in Betracht, die die Kontrolle des Infektionsgeschehens unterstützen. Mit Beschluss vom 3. März 2021 hatte die Bund-Länder-Konferenz ab einer im Gesetz nicht ausdrücklich erwähnten 7-Tage-Inzidenz von über 100 eine sog. Notbremse vereinbart: „Steigt die 7-Tage-Inzidenz pro 100.000 Einwohnerinnen und Einwohner an drei aufeinander folgenden Tagen in einem Bundesland oder einer Region auf über 100, treten ab dem zweiten darauffolgenden Werktag die Regeln, die bis zum 7. März gegolten haben, wieder in Kraft (Notbremse).“
Seit dem 15. September 2021 ist wesentlicher Maßstab für die weitergehenden Schutzmaßnahmen insbesondere die Anzahl der in Bezug auf die Coronavirus-Krankheit-2019 (COVID-19) in ein Krankenhaus aufgenommenen Personen je 100.000 Einwohner innerhalb von sieben Tagen (Hospitalisierungsrate). Weitere Indikatoren sind die unter infektionsepidemiologischen Aspekten differenzierte Anzahl der Neuinfektionen mit dem Coronavirus SARS-CoV-2 je 100.000 Einwohner innerhalb von sieben Tagen (7-Tages-Inzidenz), die verfügbaren intensivmedizinischen Behandlungskapazitäten und die Anzahl der gegen die Coronavirus-Krankheit-2019 (COVID-19) geimpften Personen. Die Landesregierungen können Schwellenwerte für diese Indikatoren festsetzen und die Schutzmaßnahmen innerhalb eines Landes regional differenzieren (§ 28a Abs. 3 Satz 4–8).

#### Besondere Schutzmaßnahmen zur Verhinderung der Verbreitung der Coronavirus-Krankheit-2019 (COVID-19), § 28b IfSG

##### „Bundesnotbremse“ bis 30. Juni 2021
Mit Art. 1 des Vierten Gesetzes zum Schutz der Bevölkerung bei einer epidemischen Lage von nationaler Tragweite wurde mit Wirkung zum 23. April 2021 in § 28b IfSG eine bundesweit einheitlich und unmittelbar geltende Bestimmung in das IfSG aufgenommen (sog. Bundesnotbremse). Sie galt für die Dauer der Feststellung einer epidemischen Lage von nationaler Tragweite, längstens jedoch bis zum Ablauf des 30. Juni 2021.
Überschritt in einem Landkreis oder einer kreisfreien Stadt an drei aufeinander folgenden Tagen die durch das Robert Koch-Institut veröffentlichte Sieben-Tage-Inzidenz den Schwellenwert von 100, so galten dort ab dem übernächsten Tag die in § 28b Abs. 1 a. F. IfSG bezeichneten Maßnahmen. Unterschritt in einem Landkreis oder einer kreisfreien Stadt ab dem Tag nach dem Eintreten dieser Maßnahmen an fünf aufeinander folgenden Werktagen die Sieben-Tage-Inzidenz den Schwellenwert von 100, so traten an dem übernächsten Tag die Maßnahmen wieder außer Kraft (§ 28b Abs. 2 IfSG). Es galten dann ausschließlich wieder die Verordnungen der Länder auf Grundlage der § 32, § 28, § 28a IfSG. Die nach Landesrecht zuständigen Behörden sollten die Tage bekanntmachen, ab denen die Maßnahmen in einem Landkreis oder einer kreisfreien Stadt gelten bzw. außer Kraft treten (§ 28b Abs. 1 Satz 3 und Satz 4, Abs. 2 Satz 3 IfSG).
Die Geltung der Maßnahmen ergab sich unmittelbar aus dem Gesetz und bedurfte keiner Umsetzung durch Landesverordnung oder dergleichen (selbstvollziehendes Gesetz ohne verwaltungsgerichtlichen Rechtsschutz). Die vorherige Abstimmung über einzelne Maßnahmen auf einer Bund-Länder-Konferenz war entbehrlich geworden.
Zudem wurde die Bundesregierung in § 28b Abs. 6 IfSG ermächtigt, für Fälle, in denen die Sieben-Tage-Inzidenz den Schwellenwert von 100 überschreitet durch Rechtsverordnung mit Zustimmung von Bundestag und Bundesrat zusätzliche Gebote und Verbote zu erlassen sowie Präzisierungen, Erleichterungen oder Ausnahmen zu den erlassenen Ge- und Verboten anzuordnen.
Mit Ablauf des 30. Juni 2021 trat diese Fassung des § 28b IfSG außer Kraft (§ 28b Abs. 10 IfSG a. F.).
Mit Beschlüssen vom 19. November 2021 hat das Bundesverfassungsgericht die Verfassungsbeschwerden von über 100 Einzelpersonen gegen die mit § 28b IfSG in der Fassung des Vierten Bevölkerungsschutzgesetzes angeordneten bußgeldbewehrten Ausgangs- und Kontaktbeschränkungen sowie Schulschließungen verworfen bzw. zurückgewiesen.

##### Bundesweit einheitliche Maßnahmen seit 24. November 2021
§ 28b IfSG wurde mit Wirkung zum 24. November 2021 neu gefasst. Seitdem galt bundesweit einheitlich und unmittelbar kraft Gesetzes bis zum 19. März 2022 die 3G-Regel am Arbeitsplatz und in Verkehrsmitteln des Luftverkehrs, des öffentlichen Personennah- und -fernverkehrs, im Fall von Büroarbeit oder vergleichbaren Tätigkeiten außerdem die Pflicht zum Angebot von Homeoffice.
Seit einer weiteren Änderung zum 20. März 2022 bestimmte § 28b Abs. 1 Satz 1, Abs. 2 IfSG befristet bis zum 23. September 2022 nur noch einen sog. Basisschutz. 3G-Regeln am Arbeitsplatz und in öffentlichen Verkehrsmitteln sind entfallen. Personen müssen nur noch während der Beförderung in Verkehrsmitteln des Luftverkehrs und des öffentlichen Personenfernverkehrs eine Atemschutzmaske (FFP2 oder vergleichbar) oder eine medizinische Gesichtsmaske (Mund-Nasen-Schutz) tragen, nicht mehr in Geschäften. Die Bundesregierung kann durch Rechtsverordnung mit Zustimmung des Bundesrates diese Pflicht jedoch aussetzen, „wenn das Infektionsgeschehen dies zulässt.“ Bis zum Ablauf des 2. April 2022 galt die Maskenpflicht kraft bundesrechtlicher Regelung auch im öffentlichen Personennahverkehr, wenn ein Bundesland diese Pflicht nicht bereits durch Landesverordnung vorgesehen hatte (§ 28b Abs. 1 Satz 3 IfSG).

##### Verordnungsrecht der Länder

###### Zulässige Maßnahmen bis zum 30. September 2022
Anlässlich des Auslaufens der epidemischen Lage zum 25. November 2021 konnten die gem. § 28a Abs. 7–10 IfSG in der Fassung des Gesetzes vom 22. November 2021 eingeschränkten Schutzmaßnahmen bis zum 19. März 2022 verordnet werden, „soweit sie zur Verhinderung der Verbreitung der Coronavirus-Krankheit-2019 (COVID-19) erforderlich sind.“
Mit Wirkung zum 12. Dezember 2021 wurden Ausgangsbeschränkungen, Versammlungsverbote, die Schließung von Schulen, Betrieben und die Untersagung bestimmter Aktivitäten wie die Sportausübung oder Reisen aus dem Katalog zulässiger Maßnahmen ausgeschlossen.
Am 20. März 2022 endete die Geltungsdauer der Rechtsgrundlage für die meisten anderen besonderen Schutzmaßnahmen, die unabhängig von einer epidemischen Lage bis dahin noch zulässig waren. Seitdem sind die Länder gem. § 28a Abs. 7, Abs. 10 IfSG befristet bis zum 30. September 2022 nur noch befugt, unabhängig vom lokalen Infektionsgeschehen und unter Berücksichtigung der besonderen Belange von Kindern und Jugendlichen ausgewählte Maßnahmen anzuordnen, nämlich
- die Verpflichtung zum Tragen einer Atemschutzmaske (FFP2 oder vergleichbar) oder einer medizinischen Gesichtsmaske (Mund-Nasen-Schutz) in
  - Arztpraxen sowie Krankenhäusern, Alten- und Pflegeheimen, soweit die Verpflichtung zur Abwendung einer Gefahr für Personen, die auf Grund ihres Alters oder ihres Gesundheitszustandes ein erhöhtes Risiko für einen schweren oder tödlichen Krankheitsverlauf der Coronavirus-Krankheit-2019 (COVID-19) haben, erforderlich ist,
  - Verkehrsmitteln des öffentlichen Personennahverkehrs für Fahrgäste sowie das Kontroll- und Servicepersonal und das Fahr- und Steuerpersonal, soweit für dieses tätigkeitsbedingt physischer Kontakt zu anderen Personen besteht, und
  - Obdachlosen- und Asylbewerberunterkünften,
- die Verpflichtung zur Testung auf das Vorliegen einer Infektion mit dem Coronavirus SARS-CoV-2 in
  - Krankenhäusern, Alten- und Pflegeheimen sowie Asylbewerberunterkünften
  - Schulen, Kindertageseinrichtungen und
  - Justizvollzugsanstalten, Abschiebungshafteinrichtungen, Maßregelvollzugseinrichtungen sowie anderen Abteilungen oder Einrichtungen, wenn und soweit dort dauerhaft freiheitsentziehende Unterbringungen erfolgen, insbesondere psychiatrische Krankenhäuser, Heime der Jugendhilfe und für Senioren.

Vor dem 19. März 2022 auf Grundlage von § 28a IfSG in der am 18. März 2022 geltenden Fassung erlassene Rechtsverordnungen der Länder durften übergangsweise noch bis zum Ablauf des 2. April 2022 aufrechterhalten werden (§ 28a Abs. 10 Satz 3 IfSG).

###### „Hot Spots“
Kommt es lokal begrenzt zu einer bedrohlichen Infektionslage (sog. „Hot Spot“), dürfen nach einer auf drei Monate befristeten Feststellung durch das jeweilige Landesparlament folgende, erweiterte Schutzmaßnahmen für die betroffenen Gebietskörperschaften verordnet werden (§ 28a Abs. 8 IfSG a.F., § 28b Abs. 4 IfSG):
1. die Verpflichtung zum Tragen einer Atemschutzmaske (FFP2 oder vergleichbar) oder einer medizinischen Gesichtsmaske (Mund-Nasen-Schutz),
2. die Anordnung eines Abstandsgebots mit einem Abstand von 1,5 Metern (Mindestabstand) im öffentlichen Raum, insbesondere in öffentlich zugänglichen Innenräumen,
3. die Verpflichtung zur Vorlage eines Impf-, Genesenen- oder Testnachweises (3G-Regel) einschließlich der Vorlage eines amtlichen Lichtbildausweises sowie an die Vorlage solcher Nachweise anknüpfende Beschränkungen des Zugangs in Arztpraxen und Krankenhäusern, Schulen, Alten- und Pflegeheimen sowie in Betrieben, in Einrichtungen oder Angeboten mit Publikumsverkehr,
4. die Verpflichtung zur Erstellung und Anwendung von Hygienekonzepten, die die Bereitstellung von Desinfektionsmitteln, die Vermeidung unnötiger Kontakte und Lüftungskonzepte vorsehen können, für Arztpraxen und Krankenhäuser, Alten- und Pflegeheime sowie für Betriebe, Gewerbe, Freizeit-, Kultur- und Sporteinrichtungen, Gaststätten und Hotels, Geschäfte, Schulen und Hochschulen.

Voraussetzung ist, dass in einer konkret zu benennenden Gebietskörperschaft „durch eine epidemische Ausbreitung der Coronavirus-Krankheit 2019 (COVID-19) die konkrete Gefahr einer sich dynamisch ausbreitenden Infektionslage besteht.“ Dazu muss „in der jeweiligen Gebietskörperschaft die Ausbreitung einer Virusvariante des Coronavirus SARS-CoV-2 festgestellt werden, die eine signifikant höhere Pathogenität aufweist oder auf Grund einer besonders hohen Anzahl von Neuinfektionen oder eines besonders starken Anstiegs an Neuinfektionen eine Überlastung der Krankenhauskapazitäten in der jeweiligen Gebietskörperschaft droht.“
Zwischen dem Bund und den Ländern ist strittig, ob „Gebietskörperschaft“ nicht nur ein Landkreis, sondern auch ein ganzes Bundesland sein kann. Außerdem halten die Länder die Ermächtigung für zu unbestimmt und wegen der Beteiligung der Parlamente für schwerfällig, was ihre Umsetzung erschwere.
Am 24. März 2022 stellte der Landtag Mecklenburg-Vorpommerns die konkrete Gefahr einer sich dynamisch ausbreitenden Infektionslage in allen sechs Landkreisen und den beiden kreisfreien Städten fest. Am 31. März 2022 erließ die Landesregierung daraufhin die Corona-Landesverordnung Mecklenburg-Vorpommern (Corona-LVO M-V), die in §§ 9–19 befristet bis zum 28. April 2022 zur Einhaltung entsprechender Schutzmaßnahmen verpflichtet. Mit Beschluss vom 22. April 2022 setzte das OVG Mecklenburg-Vorpommern die Verordnung teilweise außer Vollzug. Es fehle an hinreichend differenzierten Sachverhaltsfeststellungen als Grundlage des Landtagsbeschlusses. Es sei nicht ausreichend, nur pauschal und „flächendeckend“ die Lage im ganzen Land zu betrachten.
Am 30. März 2022 fasste die Hamburgische Bürgerschaft ebenfalls einen Beschluss gem. § 28a Abs. 8 IfSG. Für die Zeit vom 2. bis zum 30. April 2022 gilt die daraufhin erlassene Hamburgische SARS-CoV-2-Eindämmungsverordnung. Die aktuelle infektionsepidemiologische Lage in der Freien und Hansestadt sei „durch eine erhebliche und weiterhin steigende Auslastung der medizinischen Versorgungskapazitäten, eine sehr hohe und weiterhin steigende Anzahl von Neuinfektionen, die Dominanz der besorgniserregenden Virusvariante B.1.1.529 (Omikron) sowie durch einen bereits hohen, aber noch nicht hinreichenden Immunisierungsgrad der Bevölkerung durch Impfungen geprägt.“ Das VG Hamburg lehnte einen Eilantrag gegen die sog. Hotspotregelung mit erweiterten Maskenpflichten und Zugangsbeschränkungen ab. Die dagegen zum Hamburgischen OVG eingelegte Beschwerde blieb erfolglos. Die Annahme einer sich dynamisch ausbreitenden Infektionslage in Hamburg aufgrund der Entwicklung der nach § 28 a Abs. 3 Satz 4 und 5 IfSG bedeutsamen Indikatoren der 7-Tage-Hospitalisierungs-Inzidenz und der 7-Tage-Infektions-Inzidenz im Monat März 2022 in Hamburg sowie die Entwicklung der infektionsbedingten Ausfälle beim Krankenhauspersonal zum Zeitpunkt des Verordnungserlasses am 31. März 2022 seien nachvollziehbar und bewegten sich innerhalb des Einschätzungsspielraums für Normgeber bei Gefahrenprognosen.

##### Besondere Schutzmaßnahmen in der Zeit vom 1. Oktober 2022 bis zum 7. April 2023 bei saisonal hoher Dynamik

###### Bundesweit einheitlich geltende Maßnahmen, § 28b Abs. 1 IfSG
Masken- und Testpflichten gelten unmittelbar kraft Gesetzes beim Zutritt zu bestimmten Einrichtungen wie Krankenhäusern, Alten- und Pflegeheimen oder Arztpraxen sowie für das dort tätige Personal (§ 28b Abs. 1 IfSG). Die gesetzliche Maskenpflicht im öffentlichen Personenfernverkehr wurde mit Wirkung vom 2. Februar 2023 ausgesetzt.

###### Verordnungsrecht der Länder, § 28b Abs. 2–7 IfSG
In der Zeit vom 1. Oktober 2022 bis zum 7. April 2023 können die Bundesländer Masken- und Testpflichten auch für weitere Einrichtungen verordnen wie öffentlich zugängliche Innenräume einschließlich Schulen und den öffentlichen Personennahverkehr (§ 28b Abs. 2, Abs. 3 IfSG).
Sofern in dem Land oder in der oder den konkret zu benennenden Gebietskörperschaften eine konkrete Gefahr für die Funktionsfähigkeit des Gesundheitssystems oder der sonstigen Kritischen Infrastrukturen besteht und das Parlament des betroffenen Landes dies für das Land oder eine oder mehrere konkret zu benennende Gebietskörperschaften festgestellt hat, können weiterhin sog. Hot Spot-Regelungen zulässig (§ 28b Abs. 4 IfSG). Darunter fallen ein Abstandsgebot im Außenbereich, hilfsweise eine Maskenpflicht, die Erstellung von Hygienekonzepten durch den Groß- und Einzelhandel sowie Veranstalter aus dem Freizeit-, Kultur- und Sportbereich für öffentlich zugängliche Innenräume einschließlich der Festlegung von Personenobergrenzen.
Indikatoren für eine konkrete Gefahr für die Funktionsfähigkeit des Gesundheitssystems oder der sonstigen Kritischen Infrastrukturen sind das Abwassermonitoring, die Anzahl der Neuinfektionen mit dem Coronavirus SARS-CoV-2 je 100.000 Einwohner innerhalb von sieben Tagen, die Surveillance-Systeme des Robert Koch-Instituts für respiratorische Atemwegserkrankungen, die Anzahl der in Bezug auf die Coronavirus-Krankheit-2019 (COVID-19) in einem Krankenhaus aufgenommenen Personen je 100.000 Einwohner innerhalb von sieben Tagen sowie die verfügbaren stationären Versorgungskapazitäten. Die Bundesländer können in ihren Rechtsverordnungen für diese Indikatoren Schwellenwerte festsetzen (§ 28b Abs. 7 IfSG).

#### Besondere Regelungen für Geimpfte, Getestete und vergleichbare Personen, § 28c IfSG
Für Personen, bei denen von einer Immunisierung gegen das Coronavirus SARS-CoV-2 auszugehen ist oder die ein negatives Ergebnis eines Tests auf eine Infektion mit dem Coronavirus SARS-CoV-2 vorlegen können, kann die Bundesregierung aufgrund von § 28c Satz 1 und 2 IfSG durch Rechtsverordnung mit Zustimmung von Bundestag und Bundesrat Erleichterungen oder Ausnahmen von den Maßnahmen zur Bekämpfung übertragbarer Krankheiten vorsehen. Am 8. Mai 2021 wurde die COVID-19-Schutzmaßnahmen-Ausnahmenverordnung (SchAusnahmV) der Bundesregierung verkündet, die am 9. Mai 2021 in Kraft trat.
Aufgrund § 28c Satz 3, § 77 Abs. 7 IfSG kann die Bundesregierung mit dem Erlass einer Rechtsverordnung nach § 28c Abs. 1 IfSG zugleich die Landesregierungen ermächtigen, solche Ausnahmen auch hinsichtlich landesrechtlicher Maßnahmen vorzunehmen bzw. die Länder ermächtigen, bis zum Erlass einer Bundes-Rechtsverordnung bereits bestimmte Erleichterungen und Ausnahmen vorzusehen. Diese gesetzliche Regelung geht zurück auf eine Beschlussempfehlung des Ausschusses für Recht und Verbraucherschutz. Sie weist inhaltlich aber keine Berührungspunkte mit dem Gerichtsvollzieherschutzgesetz auf, obwohl beide Gesetzesvorhaben in derselben Beschlussempfehlung enthalten waren. In § 11 SchAusnahmV hat die Bundesregierung von der Ermächtigung des § 28c Satz 3 IfSG Gebrauch gemacht.
§ 28c Satz 2 IfSG erlaubt seit einer Änderung zum 24. November 2021, Erleichterungen und Ausnahmen nur für Personen vorzusehen, bei denen von einer Immunisierung gegen das Coronavirus SARS-CoV-2 auszugehen ist und die zusätzlich ein negatives Ergebnis eines Tests auf eine Infektion mit dem Coronavirus SARS-CoV-2 vorlegen können (2G-Plus-Regel).
Die Ermächtigungsgrundlage zum Erlass von besonderen Regelungen für Geimpfte, Getestete und vergleichbare Personen in § 28c IfSG gilt – anders als § 28a IfSG für besondere Schutzmaßnahmen und § 28b IfSG für bundeseinheitliche Schutzmaßnahmen – zeitlich unbefristet.

#### Beobachtung
Zu den zulässigen Schutzmaßnahmen gehört auch die Beobachtung von Kranken, Krankheitsverdächtigen und Ansteckungsverdächtigen durch das Gesundheitsamt. Dazu hat die betreffende Person sich gem. § 29 IfSG untersuchen und behandeln zu lassen, Zutritt zu ihrer Wohnung zu gestatten, auf Verlangen über alle ihren Gesundheitszustand betreffenden Umstände, den Wechsel der Hauptwohnung oder des gewöhnlichen Aufenthaltes sowie des Arbeitsplatzes im Lebensmittel- oder Gesundheitsbereich, an Schulen und in Kindertageseinrichtungen sowie in Gemeinschaftsunterkünften oder Justizvollzugsanstalten dem Gesundheitsamt mitzuteilen.
Seit Aufhebung des Gesetzes zur Bekämpfung der Geschlechtskrankheiten und Inkrafttreten des IfSG gibt es in Deutschland keine Pflichtuntersuchung von Prostituierten auf sexuell übertragbare Krankheiten (sog. Bockschein) mehr. Sie wurde auch mit dem Prostitutionsgesetz nicht wieder eingeführt.
Das Prostituiertenschutzgesetz von 2017 sieht in § 10 allerdings eine regelmäßige gesundheitliche Beratung, in § 32 außerdem eine Kondompflicht für Prostituierte und ihre Kunden vor.

#### Quarantäne
Personen, die an übertragbaren Krankheiten erkrankt oder dessen verdächtig sind, können in Krankenhäusern oder in sonst geeigneter Weise abgesondert werden (§ 30 Abs. 1 IfSG). Die Quarantäne ist eine der einschneidendsten Maßnahmen des Infektionsschutzgesetzes. Die Bundesländer und die Gemeinden haben dafür zu sorgen, dass die notwendigen Räume, Einrichtungen und Transportmittel zur Verfügung stehen (§ 30 Abs. 6, 7 IfSG). Das dort tätige Personal muss über den erforderlichen Impfschutz oder eine spezifische Prophylaxe verfügen.
Zuwiderhandlungen gegen vollziehbare Quarantäneanordnungen gem. § 30 Abs. 1 Satz 1 IfSG (die also wegen Lungenpest oder hämorrhagischem Fieber angeordnet wurden) stellen eine Straftat dar und werden mit Freiheitsstrafe bis zu zwei Jahren oder mit Geldstrafe bestraft (§ 75 Abs. 1 Nr. 1 IfSG). Verstöße gegen vollziehbare Anordnungen zur Aufenthaltsbestimmungen gem. § 28 Abs. 1 Satz 1 oder 2 IfSG und gegen vollziehbare Quarantäneordnungen gem. § 30 Abs. 1 Satz 2 IfSG, die wegen anderer Krankheiten angeordnet wurde, können als Ordnungswidrigkeit mit Geldbuße bis zu 25.000 Euro geahndet werden (§ 73 Abs. 1a Nr. 6 i. V. m. Abs. 2 IfSG). Wurde durch den Verstoß jemand angesteckt, kann der Verstoß als fahrlässige Körperverletzung (§ 229 Strafgesetzbuch) mit Freiheitsstrafe bis zu drei Jahren oder Geldstrafe oder bei (bedingtem) Vorsatz als gefährliche Körperverletzung (§ 224 Abs. 1 Nr. 1 Strafgesetzbuch) mit Freiheitsstrafe von sechs Monaten bis zu zehn Jahren (in minder schweren Fällen von drei Monaten bis zu fünf Jahren) bestraft werden. Bei (bedingtem) Vorsatz der Ansteckung ist der Verstoß als Versuch der gefährlichen Körperverletzung (§ 224 Abs. 2 Strafgesetzbuch) strafbar. Ggf. steht in Tateinheit strafbares Verbreiten nach § 74 IfSG, der Freiheitsstrafe bis zu fünf Jahren oder Geldstrafe vorsieht. Das Verbreiten der Lungenpest oder von hämorrhagischem Fieber durch einen Quarantäneverstoß wird gem. § 75 Abs. 3 IfSG mit Freiheitsstrafe von drei Monaten bis zu fünf Jahren bestraft, wenn die Tat nicht in anderen Vorschriften mit schwererer Strafe bedroht ist (z. B. als gefährliche Körperverletzung, wenn kein minder schweren Fall vorliegt). Unter Verbreiten ist das Übertragen der Krankheit auf einen anderen mit dem Vorsatz der Ansteckung einer unbestimmten Zahl von Menschen zu verstehen.
Die Absonderung in häuslicher Quarantäne für Erkrankte und Kontaktpersonen während der COVID-19-Pandemie in Deutschland wird örtlich begrenzt durch Allgemeinverfügung angeordnet.

#### Berufliches Tätigkeitsverbot
Um der Gefahr einer Weiterverbreitung übertragbarer Krankheiten zu begegnen, kann Kranken, Krankheitsverdächtigen, Ansteckungsverdächtigen, Ausscheidern und sonstigen Personen die Ausübung bestimmter beruflicher Tätigkeiten ganz oder teilweise untersagt werden (§ 31 IfSG). Das Tätigkeitsverbot kann auch mit einer Beobachtungsanordnung gem. § 29 IfSG IfSG verbunden werden, damit das Gesundheitsamt bewerten kann, ob das Tätigkeitsverbot aufgrund geänderter Umstände angepasst oder aufgehoben werden muss.
Die Regelung gilt für Personen, die keine Ansteckungsgefahr für die Allgemeinheit im Rahmen des üblichen sozialen Kontakts darstellen, jedoch aufgrund einer besonderen beruflichen Tätigkeit Verletzungsgefahren ausgesetzt sind und infolge der Verletzung der Haut oder anderer Organe zu einer Ansteckungsquelle für andere Personen werden können.
Für HIV-positive Mitarbeiter im Gesundheitswesen haben die Deutsche Vereinigung zur Bekämpfung der Viruskrankheiten und die Gesellschaft für Virologie im Jahr 2012 konkrete Empfehlungen erarbeitet, deren Einhaltung die Grundlage einer behördlichen, aber auch gerichtlichen Entscheidung sein kann. Im Jahr 2020 wurden die Empfehlungen für im Gesundheitswesen tätige Hepatitis-B-Virus- und Hepatitis-C-Virus-Infizierte aktualisiert.

### Infektionsschutz bei bestimmten Einrichtungen, Unternehmen und Personen
In Gemeinschaftseinrichtungen im Sinne des § 33 IfSG wie Kindertagesstätten, Schulen und Heimen kommen Säuglinge, Kinder und Jugendliche täglich miteinander und mit dem betreuenden Personal in engen Kontakt. Für diese Einrichtungen gab es bereits im Bundes-Seuchengesetz besondere Bestimmungen, da enge Kontakte die Übertragung von Krankheitserregern begünstigen und umso schwerere Krankheitsverläufe erwarten lassen, je jünger die betroffenen Kinder sind.
Mit bestimmten übertragbaren Krankheiten infizierte Erwachsene dürfen in diesen Einrichtungen keine Tätigkeit ausüben, bei denen sie Kontakt zu den dort Betreuten haben, bis nach ärztlichem Urteil eine Weiterverbreitung der Krankheit oder der Verlausung durch sie nicht mehr zu befürchten ist (§ 34 Abs. 1–3 IfSG). Das gilt entsprechend für die in der Gemeinschaftseinrichtung betreuten Kinder, die dem Betrieb der Gemeinschaftseinrichtung dienende Räume nicht betreten, Einrichtungen der Gemeinschaftseinrichtung nicht benutzen und an Veranstaltungen der Gemeinschaftseinrichtung nicht teilnehmen dürfen. Die Einrichtung ist von einer Erkrankung zu unterrichten, die wiederum das Gesundheitsamt verständigen muss.
Wenn in Gemeinschaftseinrichtungen betreute Kinder mit Krankheitserregern infiziert sind und im Einzelfall die Gefahr einer Weiterverbreitung besteht, kann die zuständige Behörde die notwendigen Schutzmaßnahmen anordnen, insbesondere die Einrichtung oder Teile davon schließen (§ 34 Abs. 9, § 28 Abs. 1 Satz 2 IfSG).
Die Erstaufnahme in eine Kindertageseinrichtung ist gem. § 34 Abs. 10a Satz 1 IfSG lediglich von dem Nachweis der Eltern über eine in Anspruch genommene Impfberatung nach den Empfehlungen der Ständigen Impfkommission abhängig. Ein ausreichender Impfschutz von Kindern ab dem vollendeten ersten Lebensjahr gegen Masern ist seit dem 1. März 2020 gem. § 20 Abs. 8 IfSG hingegen obligatorisch.
Außer den Einrichtungen, in denen überwiegend minderjährige Personen betreut werden, müssen zur Einhaltung der Infektionshygiene auch ambulante und stationäre Pflegeeinrichtungen, Obdachlosenunterkünfte, Asylbewerberheime und Justizvollzugsanstalten sog. Hygienepläne für die innerbetrieblichen Verfahrensweisen zur Infektionshygiene erstellen und werden insoweit durch das Gesundheitsamt infektionshygienisch überwacht (§ 36 Abs. 1 IfSG).
Im Zusammenhang mit der Aufnahme in Pflegeheime, Obdachlosenunterkünfte und Asylbewerberheime findet eine besondere Untersuchung auf Lungentuberkulose statt.

#### Personenbezogene Daten eines Beschäftigten über dessen Impf- und Serostatus in Bezug auf die Coronavirus-Krankheit-2019 (COVID-19)
Arbeitgeber in Einrichtungen und Unternehmen, die in Hygieneplänen innerbetriebliche Verfahrensweisen zur Infektionshygiene festlegen müssen und der infektionshygienischen Überwachung durch das Gesundheitsamt unterliegen, dürfen seit dem 15. September 2021 während einer vom Deutschen Bundestag festgestellten epidemischen Lage von nationaler Tragweite personenbezogene Daten eines Beschäftigten über dessen Impf- und Serostatus in Bezug auf die Coronavirus-Krankheit-2019 (COVID-19) verarbeiten, um über die Begründung eines Beschäftigungsverhältnisses oder über die Art und Weise einer Beschäftigung zu entscheiden (§ 36 Abs. 3 IfSG). Der Arbeitgeber kann, wenn und soweit dies zur Verhinderung Verbreitung der Coronavirus-Krankheit-2019 (COVID-19) erforderlich, vom Beschäftigten Auskunft oder die Vorlage eines Nachweises über das Bestehen eines Impfschutzes oder das Bestehen einer natürlichen Immunität in Bezug auf die Coronavirus-Krankheit-2019 (COVID-19) verlangen. Mit dieser Regelung hat der Gesetzgeber von der Öffnungsklausel in Art. 9 Abs. 2 Buchstabe i) der Datenschutz-Grundverordnung Gebrauch gemacht. Danach ist die Verarbeitung von Gesundheitsdaten ausnahmsweise zulässig aus Gründen des öffentlichen Interesses im Bereich der öffentlichen Gesundheit, wie dem Schutz vor schwerwiegenden grenzüberschreitenden Gesundheitsgefahren oder zur Gewährleistung hoher Qualitäts- und Sicherheitsstandards bei der Gesundheitsversorgung. Für Beschäftigte außerhalb der einschlägigen Einrichtungen und Unternehmen gelten die Bestimmungen des allgemeinen Datenschutzrechts.

#### Besondere Einreisebestimmungen
§ 36 Abs. 8 und Abs. 9 IfSG ermächtigen die Bundesregierung seit 19. November 2020, in die Bundesrepublik Deutschland einreisenden Personen, Verkehrsunternehmen und Mobilfunknetzbetreibern verschiedene Nachweis- und Informationspflichten aufzuerlegen, um im Rahmen der Einreise Infektionen mit dem Coronavirus SARS-CoV-2 und insbesondere mit Virusvarianten sowie die Verbreitung in der Bundesrepublik Deutschland zu verhindern (§ 1 CoronavirusEinreiseV).

### Umgang mit Lebensmitteln

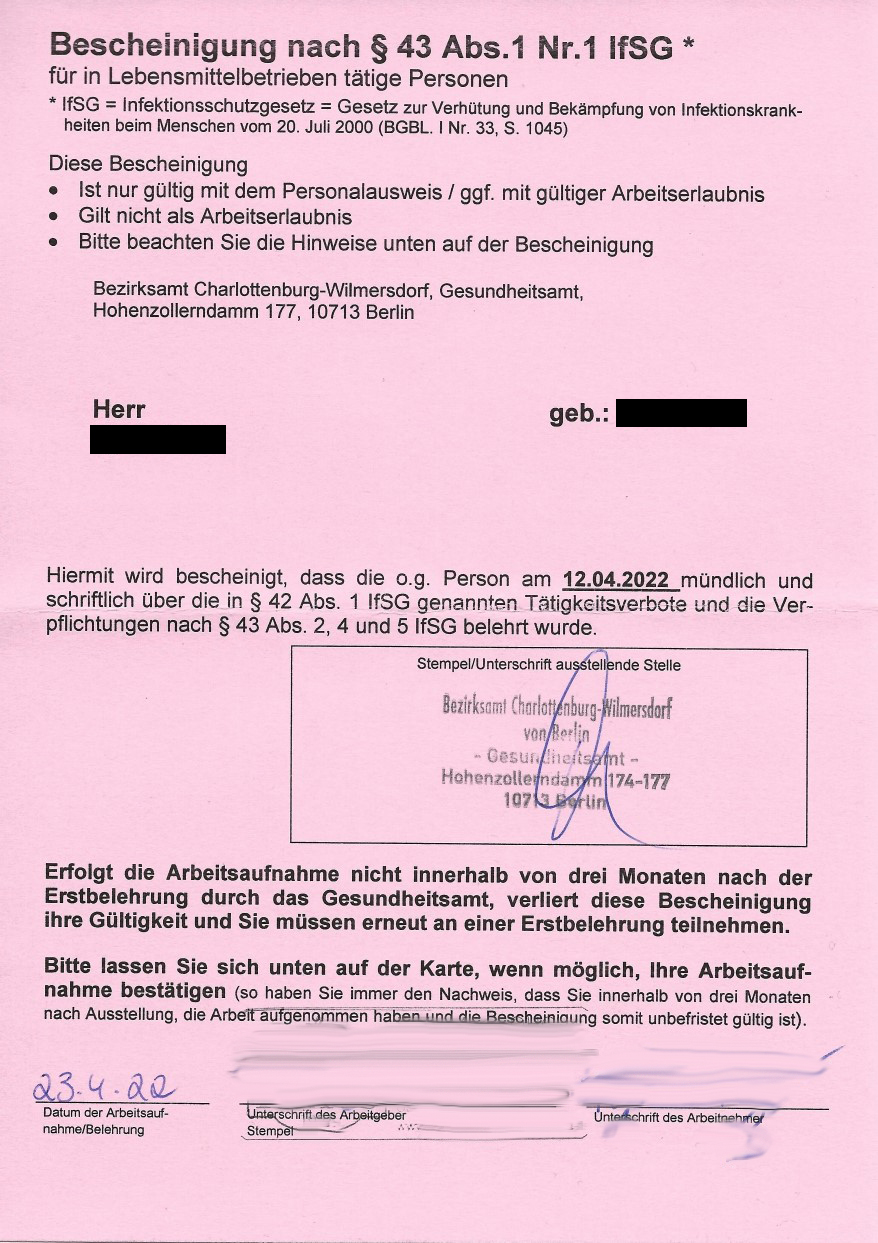
Bescheinigung nach § 43 Abs. 1 IfSG

Anders als § 31 IfSG, der im Einzelfall zur Untersagung einer bestimmten beruflichen Tätigkeit durch das Gesundheitsamt ermächtigt, enthält § 42 Abs. 1 IfSG ein gesetzliches Tätigkeits- und Beschäftigungsverbot für Personen, die an bestimmten übertragbaren Krankheiten leiden und bei ihrer beruflichen Tätigkeit so mit Lebensmitteln in Berührung kommen, dass eine Übertragung von Krankheitserregern auf die Lebensmittel zu befürchten ist. Die einschlägigen Erkrankungen sind in § 42 Abs. 1 IfSG (z. B. Salmonellose), die betreffenden Lebensmittel in § 42 Abs. 2 IfSG aufgeführt (Fleisch, Milch, Eiprodukte, Backwaren etc.)
Das Verbot gilt sowohl für Personen in der Produktion und im Handel, die Lebensmittel herstellen, behandeln oder in Verkehr bringen oder in Küchen von Gaststätten und Gemeinschaftseinrichtungen arbeiten als auch für Mitarbeiter der behördlichen Lebensmittelüberwachung (§ 42 Abs. 3 IfSG), nicht jedoch im privaten hauswirtschaftlichen Bereich (§ 42 Abs. 1 Satz 3 IfSG).
Das Gesundheitsamt kann im Einzelfall Ausnahmen von dem Verbot zulassen, wenn Maßnahmen durchgeführt werden, mit denen eine Übertragung der aufgeführten Erkrankungen und Krankheitserreger verhütet werden kann (§ 42 Abs. 4 IfSG).
Die erstmalige Aufnahme einer Tätigkeit setzt eine zu bescheinigende Belehrung durch das Gesundheitsamt voraus, die der Arbeitgeber bzw. Dienstherr durch eine Folgebelehrung alle zwei Jahre wiederholen muss (§ 43 Abs. 1, 4 IfSG) ähnlich der Unterweisung über Sicherheit und Gesundheitsschutz bei der Arbeit gem. § 12 ArbSchG.
Nachdem Untersuchungen belegt hatten, dass die Ursache der pandemisch auftretenden Erkrankungswellen durch Salmonellen in der Kontamination von Futtermitteln und tierischen Rohprodukten in Verbindung mit einer nicht ausreichenden thermischen Behandlung beim Herstellen, Behandeln oder Inverkehrbringen bestimmter Lebensmittel liegt und infiziertes Personal als Ursache lebensmittelbedingter Infektionen eine vergleichsweise geringe Rolle spielt, wurde die noch im Bundes-Seuchengesetz vorgesehene jährliche amtsärztliche Untersuchung der Beschäftigten mit Nachweis in einem Gesundheitszeugnis nicht in das IfSG übernommen. Stattdessen setzt die Vorschrift auf die Schaffung von Kenntnissen durch Belehrung und auf eine Zusammenarbeit der Beteiligten. Im Einzelfall machen die Gesundheitsämter von der Generalklausel des § 16 IfSG Gebrauch und ordnen eine Untersuchung an.

### Tätigkeiten mit Krankheitserregern

#### Behördliche Überwachung
Die Arbeit mit Krankheitserregern unterliegt grundsätzlich einem präventiven Verbot mit Erlaubnisvorbehalt (§ 44 IfSG). Krankheitserreger im Sinne des IfSG ist ein vermehrungsfähiges Agens (Virus, Bakterium, Pilz, Parasit) oder ein sonstiges biologisches transmissibles Agens, das bei Menschen eine Infektion oder übertragbare Krankheit verursachen kann (§ 2 Nr. 1 IfSG). Als Arbeiten mit Krankheitserregern sind insbesondere Versuche mit vermehrungsfähigen Krankheitserregern, mikrobiologische und serologische Untersuchungen zur Feststellung übertragbarer Krankheiten sowie die Fortzüchtung von Krankheitserregern anzusehen (§ 20 Abs. 2 Bundes-Seuchengesetz), d. h. sowohl diagnostische als auch Forschungstätigkeiten.
Die Erlaubnispflicht bezweckt eine Gefahrenkontrolle, um die fraglichen Tätigkeiten vorab auf ihre Ungefährlichkeit hin zu überprüfen, nicht aber die Tätigkeiten generell zu untersagen. Deshalb besteht auch ein Anspruch auf die Erlaubnis, wenn die vorgeschriebene Sicherheitsvorkehrungen erfüllt sind. Mit Freiheitsstrafe bis zu zwei Jahren oder mit Geldstrafe wird allerdings bestraft, wer ohne Erlaubnis nach § 44 IfSG arbeitet (§ 75 Abs. 1 Nr. 3 IfSG).
Für die Erlaubnisfreiheit wird auf die Meldepflicht der Krankheitserreger abgestellt und auf die durchgeführten Tätigkeiten, von denen unterschiedliche Risiken ausgehen können. Keiner Erlaubnis bedürfen etwa Ärzte, Zahnärzte und Tierärzte für bestimmte mikrobiologische Untersuchungen, wenn diese nicht auf den spezifischen Nachweis meldepflichtiger Krankheitserreger gerichtet sind (§ 45 Abs. 1 IfSG). Die Herstellung von Arzneimitteln und Medizinprodukten unterliegt bereits nach dem Arzneimittel- bzw. dem Medizinproduktegesetz der Erlaubnis, so dass diese von der Erlaubnispflicht gem. § 45 Abs. 2 IfSG ausgenommen ist. Nach § 45 Abs. 3 IfSG können besonders sachkundige Personen für bestimmte Tätigkeiten, die an sich erlaubnispflichtig sind, ausnahmsweise von der Erlaubnispflicht befreit werden, nach § 45 Abs. 4 IfSG können an sich erlaubnisfreie Tätigkeiten untersagt werden, wenn die Person, die sie ausführt, sich als unzuverlässig erwiesen hat.
Unabhängig von einer eventuellen Erlaubnispflicht unterliegt jede Tätigkeit mit Krankheitserregern der Anzeigepflicht. Die Tätigkeit wird untersagt, wenn die Gesundheit der Bevölkerung gefährdet ist (§ 49 Abs. 3 IfSG).

#### Polioviren
Deutschland beteiligt sich an der Globalen Polioeradikationsinitiative (GPEI) der Weltgesundheitsorganisation mit dem Ziel einer weltweiten Ausrottung der Kinderlähmung.
Ein Bestandteil der Initiative ist es, zu erfassen, wo Polio-Wildviren, Polio-Impfviren und Materialien, die möglicherweise Polioviren enthalten, gelagert werden, diese Bestände, sofern sie vorläufig noch gebraucht werden, schrittweise in besonders sichere zentrale Einrichtungen zu verbringen und sie schließlich zu vernichten. Dadurch soll verhindert werden, dass es etwa durch Laborunfälle wieder zu Ausbrüchen von Polio kommen kann, nachdem Impfprogramme der WHO Neuinfektionen mit bestimmten Typen von Polioviren vollständig verhindern konnten.
Rechtsgrundlage für den sicheren Einschluss von Polioviren in Einrichtungen (sog. Laborcontainment von Polioviren) in Bezug auf die bezweckte Vernichtung ist § 50a IfSG.

### Entschädigung in besonderen Fällen

#### Verdienstausfall

##### Allgemeine Regeln
Personen, denen nach § 31 IfSG ihre bisherige berufliche Tätigkeit ganz oder teilweise untersagt oder die einer Quarantänemaßnahme unterworfen werden und dadurch einen Verdienstausfall erleiden, etwa nach Ablauf der Entgeltfortzahlung im Krankheitsfall, erhalten eine Entschädigung in Geld durch das zuständige Bundesland, wenn sie das Tätigkeitsverbot oder die Absonderung nicht durch Inanspruchnahme einer Schutzimpfung vermeiden konnten (§ 56 Abs. 1 IfSG). Die Regelung gilt für Arbeitnehmer und für Selbständige, jedoch nur für natürliche Personen, nicht für Unternehmen.
Soweit die Anordnung des Tätigkeitsverbots bzw. der Quarantäne rechtmäßig ist, handelt es sich um eine Billigkeitsregelung, nicht um eine verschuldensabhängige Staatshaftung. Da die Personen als Träger von Krankheitserregern zudem Störer im polizeirechtlichen Sinne sind, greifen die Rechtsgedanken zur Entschädigung für ein Sonderopfer wie bei der Heranziehung zur Gefahrenabwehr trotz fehlender Verantwortlichkeit nicht ein.
Da die genannten Personen vom Schicksal in ähnlicher Weise betroffen sind wie Kranke, erscheint es jedoch angezeigt, ihnen Leistungen zu gewähren, wie sie sie als Versicherte in der gesetzlichen Krankenversicherung im Krankheitsfalle erhalten würden.
Für die ersten sechs Wochen wird entsprechend der Entgeltfortzahlung im Krankheitsfall die Entschädigung in Höhe des Verdienstausfalls gewährt (Netto-Arbeitsentgelt, § 56 Abs. 3 Satz 1 IfSG), vom Beginn der siebenten Woche an in Höhe des gesetzlichen Krankengeldes. Darf der Betroffene einen Teil seiner bisherigen Tätigkeiten weiter verrichten und tritt deshalb nur eine Einkommensminderung ein, ist der Verdienstausfall gleich dem Unterschiedsbetrag zwischen dem bisherigen durchschnittlichen Arbeitseinkommen und dem im Kalendermonat nach Einstellung der verbotenen Tätigkeit erzielten Arbeitseinkommen (§ 56 Abs. 3 Satz 3 IfSG).
Die Entschädigung wird auf Antrag von der zuständigen Behörde gewährt. In Bayern sind das beispielsweise die Regierungen, in Nordrhein-Westfalen die Landschaftsverbände. Bei Arbeitnehmern hat für die ersten sechs Wochen der Arbeitgeber die Entschädigung für die zuständige Behörde auszuzahlen, die ihm anschließend von der Behörde erstattet wird (§ 56 Abs. 5 IfSG). Der Arbeitgeber und auch Selbständige können einen Vorschuss in der voraussichtlichen Höhe des Erstattungsbetrags von der Behörde verlangen (§ 56 Abs. 12 IfSG).
Für Ansprüche gegen das zur Zahlung verpflichtete Bundesland, die nach dem 18. November 2020 rechtshängig werden, ist der Rechtsweg zu den Verwaltungsgerichten gegeben (§ 68 Abs. 1 Satz 1, § 77 Abs. 3 IfSG), nicht mehr der ordentliche zu den Zivilgerichten.

##### Covid-19
Verdienstausfall wegen Kinderbetreuung
Mit Art. 1 Nr. 7 des Gesetzes zum Schutz der Bevölkerung bei einer epidemischen Lage von nationaler Tragweite wurde mit Wirkung zum 30. März 2020 eine Regelung zur Abmilderung von Verdienstausfällen zugunsten erwerbstätiger Sorgeberechtigter eingeführt, wenn diese ihrer beruflichen Tätigkeit nicht nachgehen können, weil Einrichtungen zur Betreuung von Kindern oder Schulen aus Gründen des Infektionsschutzes vorübergehend geschlossen werden oder deren Betreten vorübergehend verboten ist (§ 56 Abs. 1a IfSG, § 28 Abs. 1 Satz 2, § 33 IfSG). Der Anspruch ist auf einen Zeitraum von längstens sechs Wochen und der Höhe nach auf 67 % des Verdienstausfalls bis zu einem Höchstbetrag von 2.016 Euro monatlich für einen vollen Monat begrenzt und besteht nicht für die Zeit, in der eine Schließung ohnehin wegen der Schulferien erfolgen würde (§ 56a Abs. 1a Satz 3, Abs. 2 Satz 4 IfSG). Der Anspruch besteht auch unabhängig von einer durch den Deutschen Bundestag festgestellten epidemischen Lage von nationaler Tragweite, soweit eine Infektionsschutzmaßnahme zur Verhinderung der Verbreitung der Coronavirus-Krankheit-2019 (COVID-19) im Zeitraum bis zum Ablauf des 19. März 2022 erfolgt (§ 56 Abs. 1a Satz 5 IfSG).
Vermeidbarkeit des Verdienstausfalls durch Inanspruchnahme einer Schutzimpfung
Mit dem Masernschutzgesetz wurde in § 56 Abs. 1 Satz 4 IfSG die Entschädigung für Personen ausgeschlossen, die durch Inanspruchnahme einer Schutzimpfung ein Verbot in der Ausübung ihrer bisherigen Tätigkeit oder eine Absonderung hätten vermeiden können. Die Wirksamkeit der zweifachen Impfung gegen Masern liegt in Deutschland bei 98 bis 99 %. Unter den pro Jahr gemeldeten Masern-Fällen waren durchschnittlich 2 % zweimal Geimpfte. Die Beurteilung, ob die weniger wirksamen COVID-19-Impfstoffe den Anforderungen an die Vermeidbarkeit im Sinne des § 56 Abs. 1 S. 4 IfSG genügt, war zunächst rechtlich ungeklärt.
Bis Anfang 2022 war die Entschädigung ausgeschlossen, wenn Personen als Kontaktpersonen oder als Reiserückkehrer aus einem Risikogebiet von einem wegen COVID-19 angeordneten Tätigkeitsverbot oder Absonderungsgebot betroffen werden, soweit sie keinen vollständigen Impfschutz mit einem vom Paul-Ehrlich-Institut (PEI) veröffentlichten Impfstoff gegen COVID-19 vorweisen können, obwohl für sie eine öffentliche Empfehlung für eine Schutzimpfung nach § 20 Abs. 3 IfSG vorliegt. Vollständig ist der Impfschutz seit dem 15. Januar 2022 erst nach der erforderlichen Anzahl der Einzel- und Auffrischimpfungen. Zugunsten von Personen, für die keine öffentliche Impfempfehlung vorliegt oder die eine medizinische Kontraindikation gegen eine COVID-19-Schutzimpfung nachweisen, wird nicht angenommen, dass eine Schutzimpfung die Infektion verhindert hätte, ebenso wenig bei Impfdurchbrüchen.
Seit dem 24. Januar 2022 müssen sich Kontaktpersonen mit einer Auffrischimpfung (Boosterimpfung) nach den entsprechenden Rechtsverordnungen der Bundesländer nicht mehr absondern.

#### Impfschaden

##### Versorgungsanspruch
Das Reichsgericht hatte eine Entschädigung für Impfschäden abgelehnt. Mit dieser Rechtsprechung hat der Bundesgerichtshof (BGH) im Jahr 1953 gebrochen. Im Bundes-Seuchengesetz von 1962 wurden die vom BGH entwickelten Grundsätze in §§ 50–55 BSeuchG erstmals „als Anwendungsfall des Aufopferungsanspruchs“ gesetzlich geregelt.
Die Versorgung in entsprechender Anwendung der Vorschriften des Bundesversorgungsgesetzes für Personen, die durch eine Schutzimpfung eine gesundheitliche Schädigung erlitten haben, ist seit 2001 in § 60 IfSG geregelt und gehört systematisch zum sozialen Entschädigungsrecht (§ 68 Nr. 7d SGB I).
Der Impfschaden ist in § 2 Nr. 11 IfSG legaldefiniert als „die gesundheitliche und wirtschaftliche Folge einer über das übliche Ausmaß einer Impfreaktion hinausgehenden gesundheitlichen Schädigung durch die Schutzimpfung; ein Impfschaden liegt auch vor, wenn mit vermehrungsfähigen Erregern geimpft wurde und eine andere als die geimpfte Person geschädigt wurde.“ Als Impfschaden gelten auch die Folgen einer gesundheitlichen Schädigung, die durch einen Unfall auf einem Hin- oder Rückweg oder bei der Durchführung einer Impfung herbeigeführt worden sind, auch bei einer Begleitperson (§ 60 Abs. 5 Satz 1 IfSG, § 1 Abs. 2 Buchstabe e, f, § 8a BVG).
Die Versorgung erstreckt sich auf die gesundheitlichen und wirtschaftlichen Folgen der Schädigung bei dem Geschädigten selbst sowie den Hinterbliebenen eines Geschädigten und den Partnern einer eheähnlichen Gemeinschaft (§ 60 Abs. 1, 4 IfSG, § 9 BVG analog). Dem Geschädigten sind im Rahmen der Heilbehandlung auch heilpädagogische Behandlung, heilgymnastische und bewegungstherapeutische Übungen zu gewähren (§ 62 IfSG).
Zuständig sind die Versorgungsämter, im Streitfall grundsätzlich die Sozialgerichte (§ 64, § 68 Abs. 2 IfSG).

##### Meldepflicht
Der Verdacht einer über das übliche Ausmaß einer Impfreaktion hinausgehenden gesundheitlichen Schädigung ist meldepflichtig (§ 6 Abs. 1 Satz 1 Nr. 3 IfSG) und wird von dem Gesundheitsamt gem. § 11 Abs. 4 IfSG der zuständigen Landesbehörde und dem Paul-Ehrlich-Institut (PEI) übermittelt. Die Meldung soll alle ermittelbaren Angaben beinhalten, wie Bezeichnung des Produktes, Name oder Firma des pharmazeutischen Unternehmers, die Chargenbezeichnung, den Zeitpunkt der Impfung und den Beginn der Erkrankung. Die Meldung erfolgt in pseudonymisierter Form (personenbezogene Angaben sind unkenntlich zu machen).
Von Nebenwirkungen betroffene Personen können diese auch selbst online an das PEI melden.
Das Paul-Ehrlich-Institut wertet die Meldungen dahingehend aus, ob sich die Bewertung des Nutzen-Risiko-Verhältnisses des betreffenden Impfstoffs ändert und deswegen gegebenenfalls Maßnahmen, z. B. ein Rückruf nach dem Arzneimittelgesetz (AMG), zu ergreifen sind (§ 62, § 77 AMG).

##### Statistik
Von 2005 bis 2009 wurden 1036 Anträge auf Anerkennung von Impfschäden gestellt, im gleichen Zeitraum wurden 169 Entschädigungen bewilligt. Die Anzahl der in Deutschland gestellten Anträge liegt im Mittel jährlich bei 207, die der Anerkennungen von Impfschäden bei 34. Dem stehen fast 45 Mio. Impfdosen gegenüber, die allein im Jahr 2008 zu Lasten der gesetzlichen Krankenversicherung abgerechnet und verimpft worden sind.
Mit einer messbaren Zahl von Impfschäden belastet ist die Schluckimpfung gegen Poliomyelitis (Kinderlähmung). Schätzungsweise muss mit einem Impfschaden auf einer bis vier Millionen Impfungen mit dem oralen Polioimpfstoff gerechnet werden.

##### Reform
Zum 1. Januar 2024 werden Leistungen der sozialen Entschädigung bei Impfschäden in das Vierzehnte Buch Sozialgesetzbuch (SGB XIV) eingeordnet (§ 24 SGB XIV, Art. 46 des Gesetzes zur Regelung des Sozialen Entschädigungsrechts).

#### Wertersatz für vernichtete Gegenstände
§ 57 BSeuchG in seiner ursprünglichen Fassung von 1961 sah eine Entschädigung vor für die Eigentümer von Gegenständen, die mit übertragbaren Krankheitserregern behaftet und vernichtet worden waren, weil sie nicht desinfiziert werden konnten. Praktisch bedeutsamster Anwendungsfall waren Anordnungen in Bezug auf verseuchte Lebensmittel, beispielsweise mit Salmonellen belastetes Geflügel. Das Gesetz unterschied nicht, ob sich die Maßnahme gegen einen Störer oder einen Nichtstörer im Sinne des Polizeirechts richtet. Die Regelung hatte „wegen ihrer außerordentlichen Großzügigkeit zu einer erheblichen, ungerechtfertigten finanziellen Belastung der Länder geführt.“ Außerdem hatten die Gesundheitsbehörden dem Zweck des Bundes-Seuchengesetzes zuwider versucht, nach Möglichkeit auf seuchenhygienische Maßnahmen zu verzichten, um die entschädigungsrechtlichen Auswirkungen zu vermeiden. Die Neufassung des § 57 im Jahr 1971 sah deshalb eine Entschädigung nur noch vor, wenn sich die Maßnahme gegen einen Nichtstörer gerichtet hat und deshalb eine entschädigungspflichtige Enteignung (Art. 14 Abs. 3 GG) vorlag.
Diese Regelung wurde in § 65 IfSG übernommen. Danach ist eine Entschädigung in Geld zu leisten, soweit auf Grund einer Maßnahme nach den § 16 und § 17 Gegenstände vernichtet, beschädigt oder in sonstiger Weise in ihrem Wert gemindert werden oder ein anderer nicht nur unwesentlicher Vermögensnachteil verursacht wird; eine Entschädigung erhält jedoch nicht derjenige, dessen Gegenstände mit Krankheitserregern oder mit Gesundheitsschädlingen als vermutlichen Überträgern solcher Krankheitserreger behaftet oder dessen verdächtig sind (§ 65 Abs. 1 Satz 1 IfSG).
Aus dem Kreis der Anspruchsberechtigten bleiben die Eigentümer kontaminierter Sachen („Zustandsstörer“) ausgeschlossen, die Schutzeingriffe im dringenden Gemeinwohlinteresse zu dulden haben. Er wird auf die „Nichtstörer“ begrenzt, d. h. diejenigen, die durch die behördlich veranlasste Beschädigung oder Vernichtung von Gegenständen betroffen sind, die nicht mit Krankheitserregern behaftet oder dessen verdächtig sind, aber vorsorglich vernichtet werden.
Erfasst sind die allgemeinen und besonderen Maßnahmen zur Verhütung von übertragbaren Krankheiten, nicht aber solche zu ihrer Bekämpfung. Für die Gefahrenabwehr-/Bekämpfungsphase sieht das Gesetz nur einen Anspruch der von Berufsausübungsverboten betroffenen Personen auf Verdienstausfallentschädigung vor (§ 56 IfSG).
Für Streitigkeiten über Entschädigungsansprüche nach § 65 ist der ordentliche Rechtsweg zu den Zivilgerichten gegeben (§ 68 Abs. 1 Satz 2 IfSG).

### Wasser

#### Trink- und Betriebswasser
Trink- und Badewasser muss so beschaffen sein, dass eine Schädigung der menschlichen Gesundheit, insbesondere durch Krankheitserreger, nicht zu besorgen ist. Es unterliegt einer Qualitätskontrolle durch die Gesundheitsämter (§ 37 Abs. 3 IfSG).
§ 37 Abs. 1 IfSG betrifft das „Wasser für den menschlichen Gebrauch.“ Darunter fallen sowohl das den Privathaushalten zum unmittelbaren Verzehr zur Verfügung gestellte Trinkwasser ungeachtet seiner Herkunft aus einem Verteilungsnetz, aus Tankfahrzeugen, Flaschen oder anderen Behältern als auch das in Lebensmittelbetrieben zur Herstellung von Produkten für den menschlichen Verzehr verwendete Wasser. Der Begriff wird im Sinne der EU-Trinkwasser-Richtlinie verwendet. Die Anforderungen an Trinkwasser werden in der Trinkwasserverordnung konkretisiert, erlassen aufgrund von § 38 Abs. 1 IfSG.
§ 37 Abs. 2 IfSG gilt für sämtliche Einrichtungen, in denen Schwimm- und Badebeckenwasser nicht ausschließlich für private Zwecke zur Verfügung gestellt wird. Eine Rechtsverordnung zur Konkretisierung der Anforderungen an Schwimm- und Badewasser gem. § 38 Abs. 2 IfSG gibt es nicht. § 39 Abs. 2 stellt jedoch in Verbindung mit § 16 Abs. 6–8 IfSG auch die Einhaltung der Vorschriften des § 37 Abs. 2 IfSG durch sofort vollziehbare Maßnahmen der zuständigen Behörden sicher, ohne dass es einer Rechtsverordnung bedürfte. Eine Empfehlung des Umweltbundesamtes gem. § 40 IfSG legt in Verbindung mit der DIN-Norm 19643 zur Badewasseraufbereitung die mikrobiologischen und chemischen Anforderungen an die Wasserqualität in Schwimm- und Badebecken fest und beschreibt Maßnahmen, die zu ergreifen sind, wenn die Anforderungen nicht eingehalten werden.

#### Abwasser
Auch bei der Abwasserbeseitigung dürfen Gefahren für die menschliche Gesundheit durch Krankheitserreger nicht entstehen. § 41 Abs. 1 IfSG enthält eine entsprechende Verpflichtung der Abwasserbeseitigungspflichtigen. Das sind diejenigen juristischen Personen des öffentlichen Rechts, die nach Landesrecht hierzu verpflichtet sind (§ 56 WHG), in der Regel die Städte und Gemeinden.
Abwasser, das nicht beseitigt, sondern wiederverwertet werden soll, unterliegt als Sekundärrohstoffdünger dagegen dem Düngemittelgesetz.

### Straf- und Bußgeldvorschriften
Die Straf- und Bußgeldvorschriften der § 73 bis § 75 IfSG sollen die Gebote und Verbote, die der Verhütung oder der Bekämpfung übertragbarer Krankheiten dienen, in wirkungsvoller Weise verstärken. Strafzweck ist vornehmlich die Generalprävention.
Der lange Katalog mit Bußgeldvorschriften in § 73 Abs. 1a Nr. 1–24 IfSG benennt insbesondere Verstöße gegen die im IfSG geregelten Melde-, Auskunfts-, Mitteilungs- und Nachweispflichten, Ausgangsbeschränkungen oder Quarantänebestimmungen sowie Verhaltenspflichten in den aufgrund des IfSG erlassenen landesrechtlichen Verordnungen (z. B. Kontaktbeschränkungen, Maskenpflicht), ohne dass dadurch eine Person zu Schaden kommt. Die Geldbußen können bis zu 25.000 Euro betragen (§ 73 Abs. 2 IfSG).
Wenn der Täter bestimmte, gem. § 73 IfSG nur als Ordnungswidrigkeit mit einem Bußgeld bewehrte Handlungen vorsätzlich begeht und dadurch eine meldepflichtige Krankheit verbreitet, also einen Menschen mit der Folge der Gefahr der Infektion einer unbestimmten Vielzahl von Menschen (bedingt) vorsätzlich ansteckt, droht gem. § 74 IfSG Freiheitsstrafe bis zu fünf Jahren oder Geldstrafe. Allerdings ergibt sich durch die in Tateinheit stehende gefährliche Körperverletzung (§ 224 Abs. 1 Nr. 1 Strafgesetzbuch), die mit Freiheitsstrafe von sechs Monaten bis zu zehn Jahren (in minder schweren Fällen von drei Monaten bis zu fünf Jahren) bestraft wird, eine höhere Strafdrohung. Bei (bedingtem) Vorsatz der Ansteckung ist der Verstoß als Versuch der gefährlichen Körperverletzung (§ 224 Abs. 2 Strafgesetzbuch) strafbar. Kommt es durch einen Verstoß fahrlässig zu einer Ansteckung, kann dies als fahrlässige Körperverletzung nach § 229 StGB mit Freiheitsstrafe bis zu drei Jahren oder Geldstrafe bestraft werden. Eine Bestrafung wegen gefährlicher Körperverletzung ist schon dann möglich, wenn ein einzelner anderer Mensch infiziert wurde, auch wenn keine Gefahr der Weiterverbreitung besteht.
Gem. § 75 Abs. 1 Nr. 1 IfSG sind Verstöße gegen Quarantäne, die gem. § 30 Abs. 1 Satz 1 IfSG angeordnet wurde, also wegen Lungenpest oder hämorrhagischem Fieber, auch dann strafbar, wenn durch den Verstoß niemand angesteckt wurde.
Die Herstellung und der Gebrauch unrichtiger COVID-19-Zertifikate für geimpfte, genesene und getestete Personen (§ 22 Abs. 5–7 IfSG) zur Täuschung im Rechtsverkehr
stehen gem. § 75a IfSG gesondert unter Strafe.

### Weitere Vorschriften
Die Kosten für die Übermittlung der Meldungen, Erhebungen, Ermittlungen, unentgeltliche Schutzimpfungen, Röntgenuntersuchungen etc. sind aus öffentlichen Mitteln zu bestreiten (§ 69 des Infektionsschutzgesetzes).
Der Vollzug des Infektionsschutzgesetzes wird für alle Soldaten an die zuständigen Stellen der Bundeswehr übertragen, wie Personen, die in Einrichtungen der Bundeswehr untergebracht sind, dort wohnen, Bundeswehrangehörige auf dem Transport, bei Märschen, Manövern und Übungen (§ 54a IfSG). Maßnahmen zur Bekämpfung übertragbarer Krankheiten treffen die Standortärzte in Zusammenarbeit mit dem Gesundheitsamt. Das Robert Koch-Institut stellt die Ergebnisse seiner infektionsepidemiologischen Auswertungen auch dem Kommando Sanitätsdienst der Bundeswehr zur Verfügung (§ 4 Abs. 2 Nr. 3b IfSG).
Im Bereich der Eisenbahnen des Bundes und der Magnetschwebebahnen obliegt der Vollzug des IfSG für Schienenfahrzeuge sowie für ortsfeste Anlagen zur ausschließlichen Befüllung von Schienenfahrzeugen dem Eisenbahn-Bundesamt (§ 54b IfSG).
Eine Erlaubnis für das Arbeiten und den Verkehr mit Krankheitserregern, die auf der Basis des Bundesseuchengesetzes erteilt worden war, gilt als Erlaubnis nach § 44 IfSG weiter. Auch die sogenannten Gesundheitszeugnisse (Gesundheitsanforderungen beim Umgang mit Lebensmitteln), die vor Inkrafttreten des Infektionsschutzgesetzes ausgestellt worden waren, bleiben gültig und gelten als Bescheinigung über die Hygienebelehrung nach § 43 Abs. 1 IfSG (§ 77 IfSG).

## Trivia
Im April 2020 veröffentlichte der Argon Verlag das Infektionsschutzgesetz als Hörbuch, gelesen von Christoph-Maria Herbst. Zweck sei es, „der interessierten Hörerschaft eine fesselnde und unterhaltsame Interpretation des Textes verfügbar zu machen und näherzubringen.“ Obwohl der Text mit leiser Ironie vorgetragen werde, bleibe „beim Hören eine bittere Note nicht aus.“